# 1938
1938 (MCMXXXVIII) byl rok, který dle gregoriánského kalendáře započal sobotou.

## Události
Automatický abecedně řazený seznam viz Kategorie:Události roku 1938
Československo
- 24. dubna – Konrad Henlein na sjezdu Sudetoněmecké strany vyhlásil Karlovarský program.
- 19.–23. května – Květnová krize mezi Československem a Německem
- červen – V Bratislavě vznikla polovojenská organizace Hlinkova garda.
- 2. a 3. srpna – počátek mise lorda Runcimana
- 12. září – Vypuklo Sudetoněmecké povstání
- 13. září – V Bitvě o Habartov padlo 8 lidí.
- 17. září – Vznik Sudetoněmeckého sboru dobrovolníků
- 21. září – Přepadení celnice v Habarticích
- 21.–24. září – Boje o Šluknovský výběžek
- 22. září – pád Hodžovy vlády, úřednická vláda generála Syrového
- 23. září – všeobecná mobilizace Československé armády
- 30. září
  - Československo postupuje Německu pohraničí (tzv. Sudety), což zapříčinila Mnichovská dohoda.
  - 3. října – Boje v Českém Krumlově
- 1. října – Vznik tzv. Druhé republiky
- 2. října – polská armáda začala obsazovat Těšínsko
- 4. října – Byla jmenována Druhá vláda Jana Syrového
- 5. října
  - po přijetí mnichovské dohody prezident Edvard Beneš abdikoval
  - Přepadení okresu Jesenské
- 6. října – Žilinskou dohodou byla vyhlášena autonomie Slovenska.
- 6.–11. října – Přepadení okresu Berehovo na Podkarpatské Rusi
- 8. října – na základě mnichovského diktátu bylo Hlučínsko připojeno přímo k německému Slezsku a stalo se součástí okresu Ratiboř v opolském vládním obvodu říšské provincie Slezsko
- 20. října – úředně zastavena činnost KSČ v českých zemích. Na Slovensku se tak stalo již 9. října
- 22. října – Edvard Beneš odletěl do Velké Británie.
- 25. října – Sestřelení letounu Š-328.237 u Komárna maďarskou stíhačkou
- 31. října – Bitva o Moravskou Chrastovou
- 9. listopadu – V předvečer premiéry divadelní hry Hlava proti Mihuli bylo uzavřeno Osvobozené divadlo.
- 22. listopadu – Národní shromáždění přijalo Ústavní zákon o autonomii Podkarpatské Rusi a Ústavní zákon o autonomii Slovenské země.
- 25. listopadu – V Bitvě u Čadce mezi Československem a Polskem padli 4 lidé.
- 30. listopadu – Emil Hácha byl zvolen prezidentem republiky.
- 1. prosince – zahájili Němci stavbu tzv. sudetské autostrády. Na Podkarpatské Rusi byla jmenována Druhá vláda Augustina Vološina, na Slovensku Druhá vláda Jozefa Tisa.
- 18. prosince – Volby do Snemu Slovenskej krajiny
- Malá válka mezi Československem a Polskem
- Lichtenštejnská knížecí rodina přesídlila do Vaduzu
- Vyhnání Čechů ze Sudet
- Polská Operace Sochor na Podkarpatské Rusi
- Založen hokejový klub HC Světlá nad Sázavou

Svět
- 4. února – Adolf Hitler se stal vrchním velitelem německých ozbrojených sil
- 12. února – Berchtesgadener Abkommen – Rakousko podepsalo s Německem smlouvu. Nacisté v Rakousku byli amnestováni, jeden nacista se stal členem rakouské vlády. Německo zrušilo 1000-Mark-Sperre
- 3. března – Bylo nalezeno první ložisko ropy v Saúdské Arábii.[1]
- 11. –13. března – Rakousko bylo anektováno hitlerovským Německem, tato skutečnost výrazně snížila obranyschopnost Československa
- 15. března – Byly popraveny významné osobnosti čtvrtého moskevského procesu, např. Bucharin, Rykov, Jagoda, Krestinskij
- 10. dubna – Édouard Daladier byl jmenován francouzským premiérem.
- 3. května – Byl otevřen koncentrační tábor Flossenbürg.
- 5.–7. června – Při uměle vyvolané Povodni na Žluté řece v Číně zahynuly statisíce lidí.
- 6.–13. července – Konference v Évianu o židovských uprchlících
- 14. července – Americký pilot Howard Hughes obletěl svět za rekordní 3 dny a 19 hodin.
- 29. července – 11. srpna – V Bitvě u jezera Chasan mezi Sovětským svazem a Japonskem padlo 1243 lidí.
- 8. srpna – vznik koncentračního tábora Mauthausen-Gusen
- 11. srpna – vznikla Slovinská akademie věd a umění
- 29. září – podepsána Mnichovská dohoda
- 2. listopadu – První vídeňská arbitráž o maďarsko-československé hranici
- 9. – 10. listopadu – Během Křišťálové noci bylo v Německu zničeno 7500 židovských obchodů, 267 synagog a zabito 91 Židů.
- Chile, Rakousko a Venezuela vystoupily ze Společnosti národů

### Probíhající události
- Španělská občanská válka (1936–1939)
- Druhá čínsko-japonská válka (1937–1945)
- Moskevské procesy

## Vědy a umění
- 12. února – V Národním divadle měla premiéru hra Karla Čapka Matka.
- 30. října – Wellesova rozhlasové adaptace knihy Války světů H. G. Wellse způsobila paniku po celých USA.
- 10. listopadu – Premiéra poslední hry Osvobozeného divadla autorů Jana Wericha a Jiřího Voskovce Hlava proti Mihuli byla úředním zákazem zrušena
- 11. listopadu – Premiéra českého filmu Škola základ života režiséra Martina Friče
- 16. listopadu – Švýcarský chemik Albert Hofmann poprvé syntetizoval halucinogenní LSD.
- 23. listopadu – Bob Hope a Shirley Rossová nazpívali píseň Thanks for the memory pro film The Big Broadcast of 1938 pro firmu Decca Records. Píseň se stala Hopeovou znělkou pro zbytek života.
- 24. listopadu – Po násilném uzavření Osvobozeného divadla Voskovce a Wericha přebral divadlo Jára Kohout pro sebe a ponechal si všechny herce
- 29. listopadu – Premiéra Chačaturjanovovy symfonické básně O Stalinovi.
- 30. prosince – V brněnském Národním divadle byla uvedena světová premiéra baletu Romeo a Julie s hudbou Sergeje Prokofjeva. Choreografie Ivo Váňa Psota.
- rozpuštěna Skupina surrealistů v ČSR
- V Berlíně byl představen první funkční vrtulník.
- objeven chemický prvek Praseodym
- Němečtí chemici Otto Hahn a Fritz Strassmann objevili u Uranu-235 štěpnou reakci.
- V Československu měly premiéru filmy Cech panen kutnohorských, Druhé mládí, Ducháček to zařídí, Holka nebo kluk?, Lucerna, Neporažená armáda, Proroctví slepého mládence a Škola základ života.

### Knihy
- Karel Čapek – Jak se co dělá
- Jarmila Glazarová – Vlčí jáma
- George Orwell – Hold Katalánsku
- George Orwell – Nadechnout se
- Jean-Paul Sartre – Nevolnost
- Bohumil Vavroušek – Literární atlas československý

## Nobelova cena
- Nobelova cena za fyziku – Enrico Fermi za potvrzení existence nových radioaktivních prvků vytvořených neutronovým ozařováním a s tím spojený objev jaderných reakcí způsobených pomalými neutrony
- Nobelova cena za fyziologii a lékařství – Corneille Heymans za objev významu a úlohy mechanismu sinu a aorty při regulaci dýchání
- Nobelova cena za chemii – Richard Kuhn za práce na karotenoidech a vitamínec
- Nobelova cena za literaturu – Pearl S. Bucková
- Nobelova cena za mír – Nansenův mezinárodní úřad pro uprchlíky

## Oscar
- za nejlepší režii: Leo McCarey za film Nahá pravda (v originále The Awful Truth)
- za nejlepší herecký výkon v ženské hlavní roli: Bette Davisovás za film Jezebel
- za nejlepší výpravu: Carl Jules Weyl za film Robin Hood (v originále The Adventures of Robin Hood)
- za nejlepší střih: Ralph Dawson za film Robin Hood (v originále The Adventures of Robin Hood)
- za nejlepší hudbu: Erich Wolfgang Korngold za film Robin Hood (v originále The Adventures of Robin Hood)

## Narození
Automatický abecedně řazený seznam viz Kategorie:Narození v roce 1938

### Česko
- 1. ledna – Miloš Vojíř, fotograf
- 2. ledna

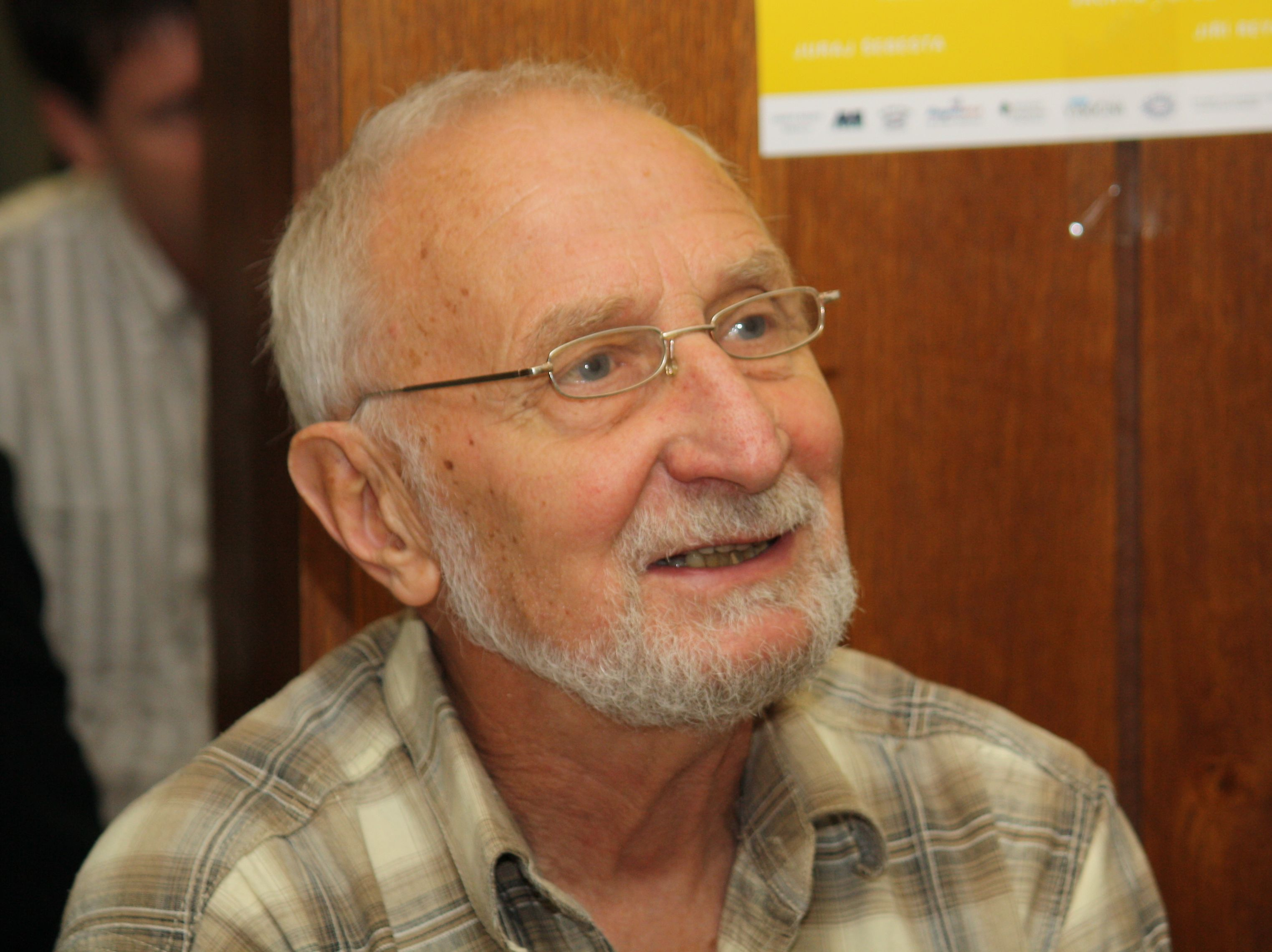
Václav Větvička (* 13. ledna)

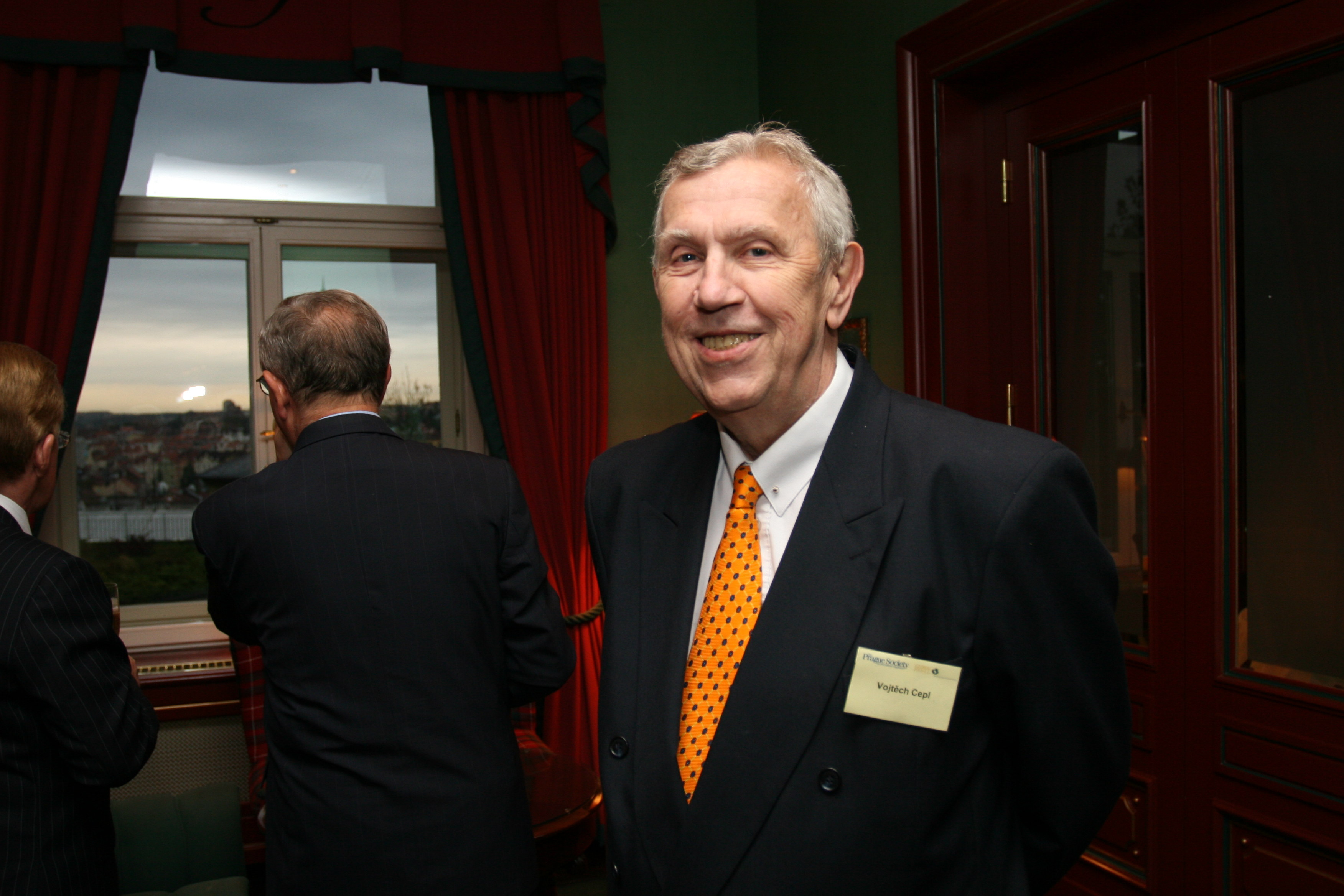
Vojtěch Cepl (* 16. února)

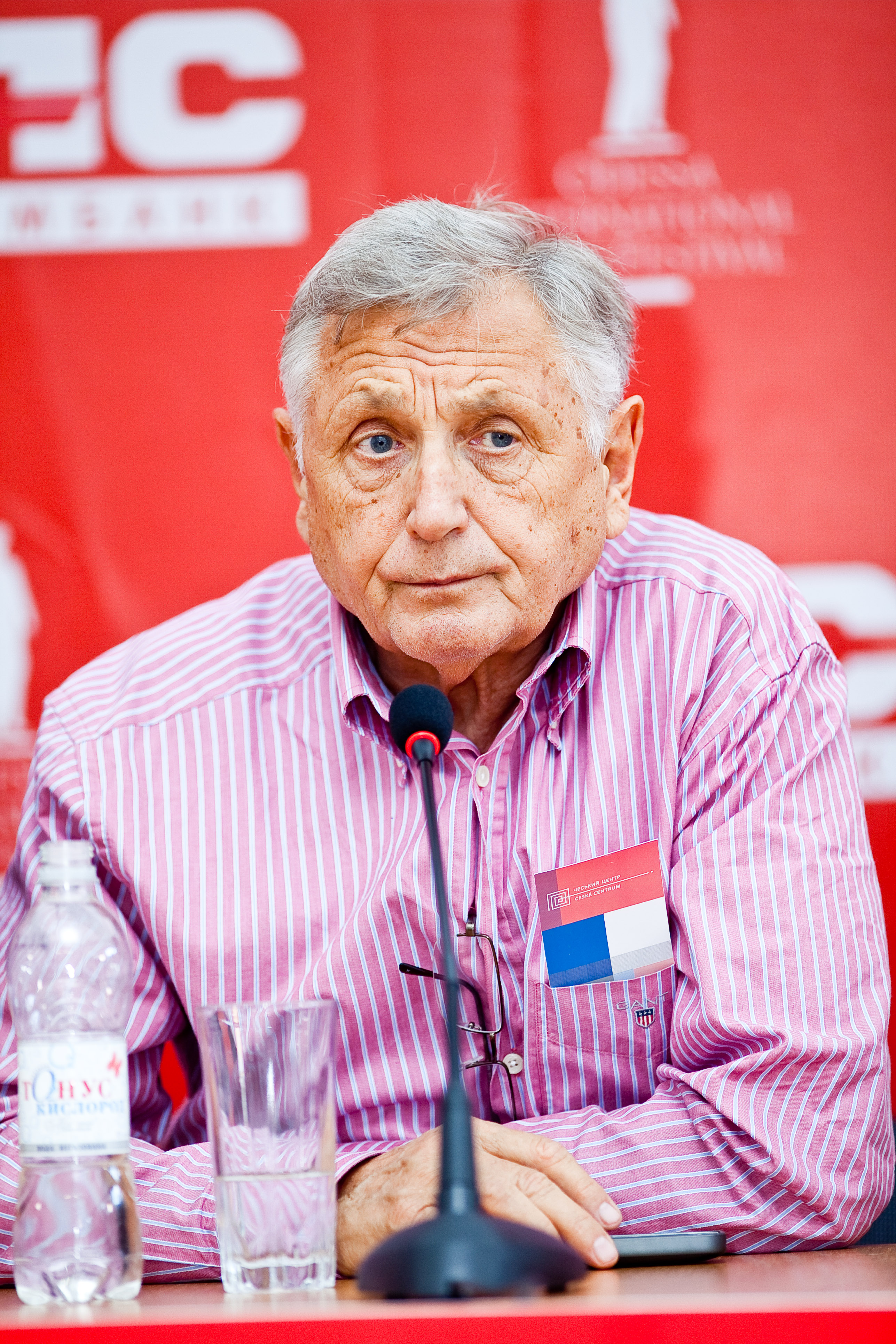
Jiří Menzel (* 23. února)

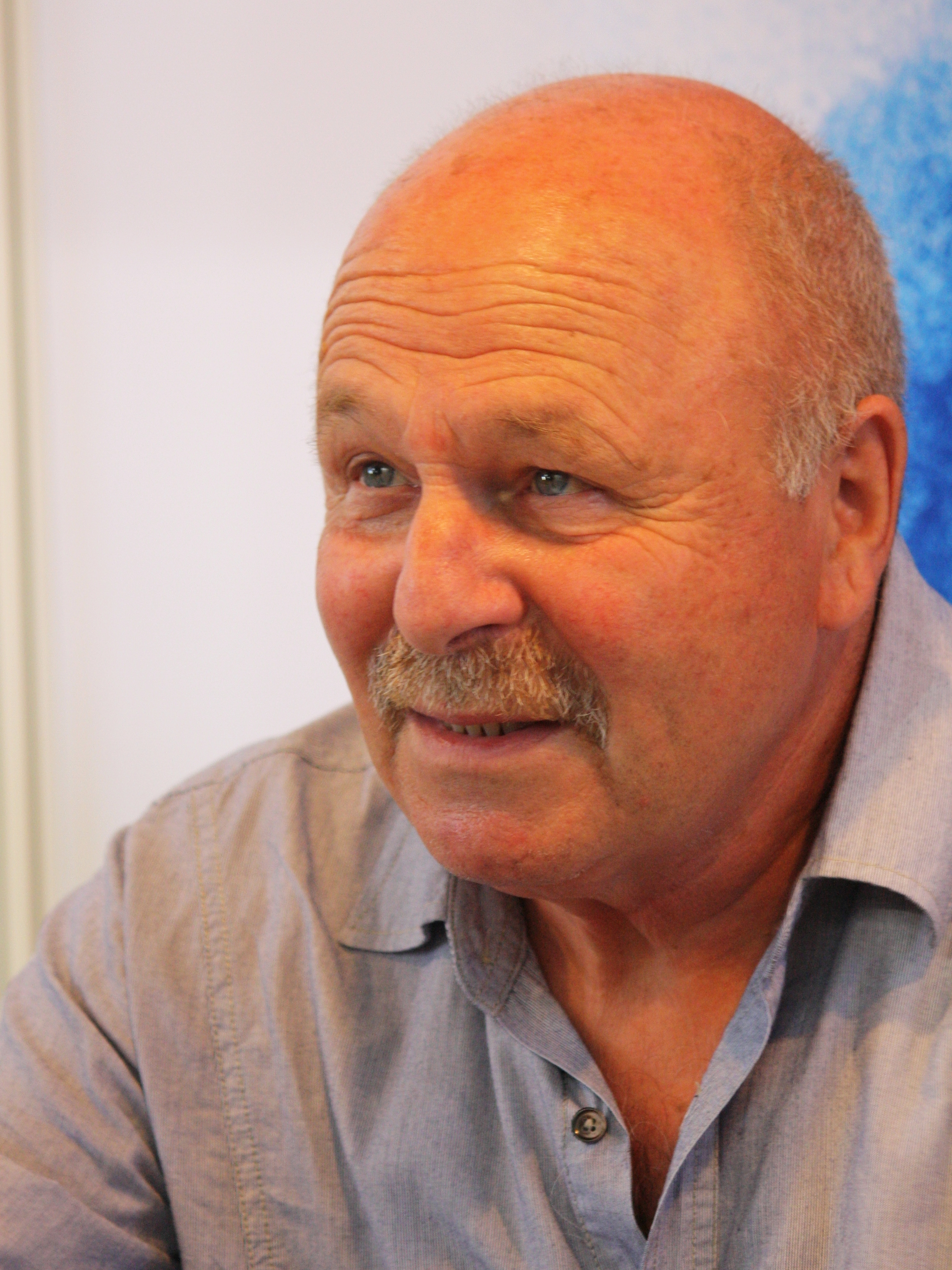
Petr Skoumal (* 7. března)

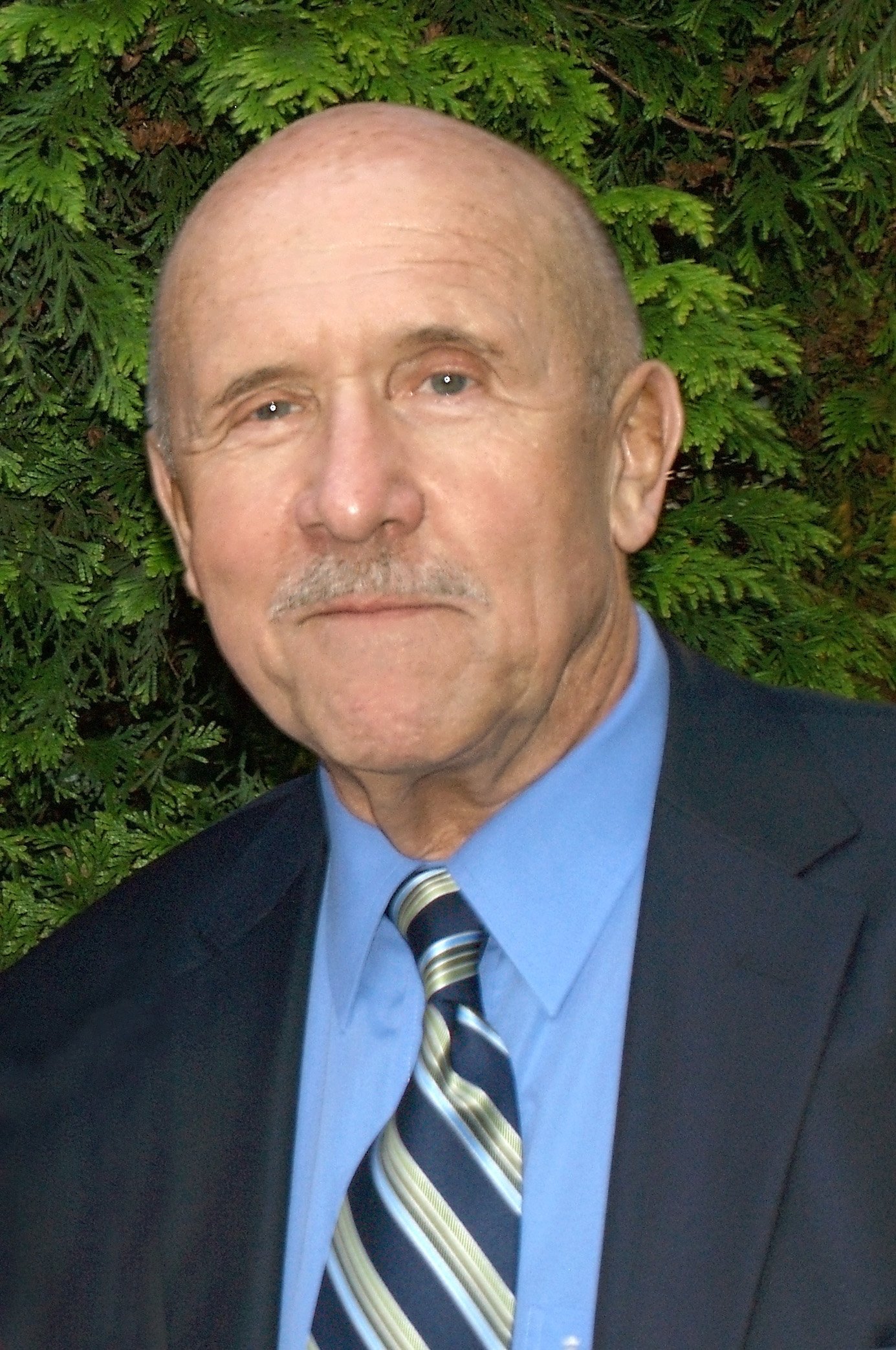
Petr Nárožný (* 14. dubna)

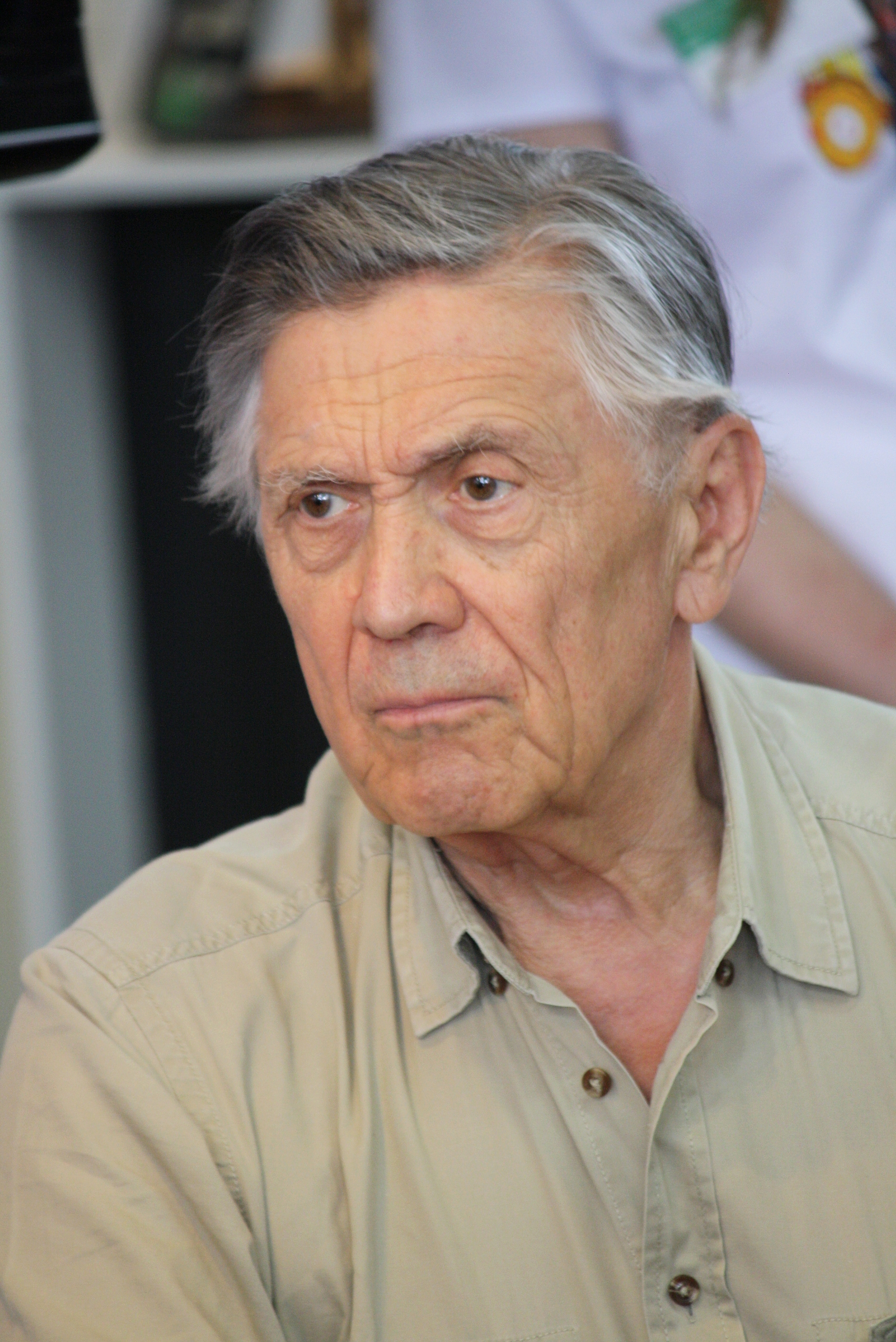
Petr Kostka (* 1. června)

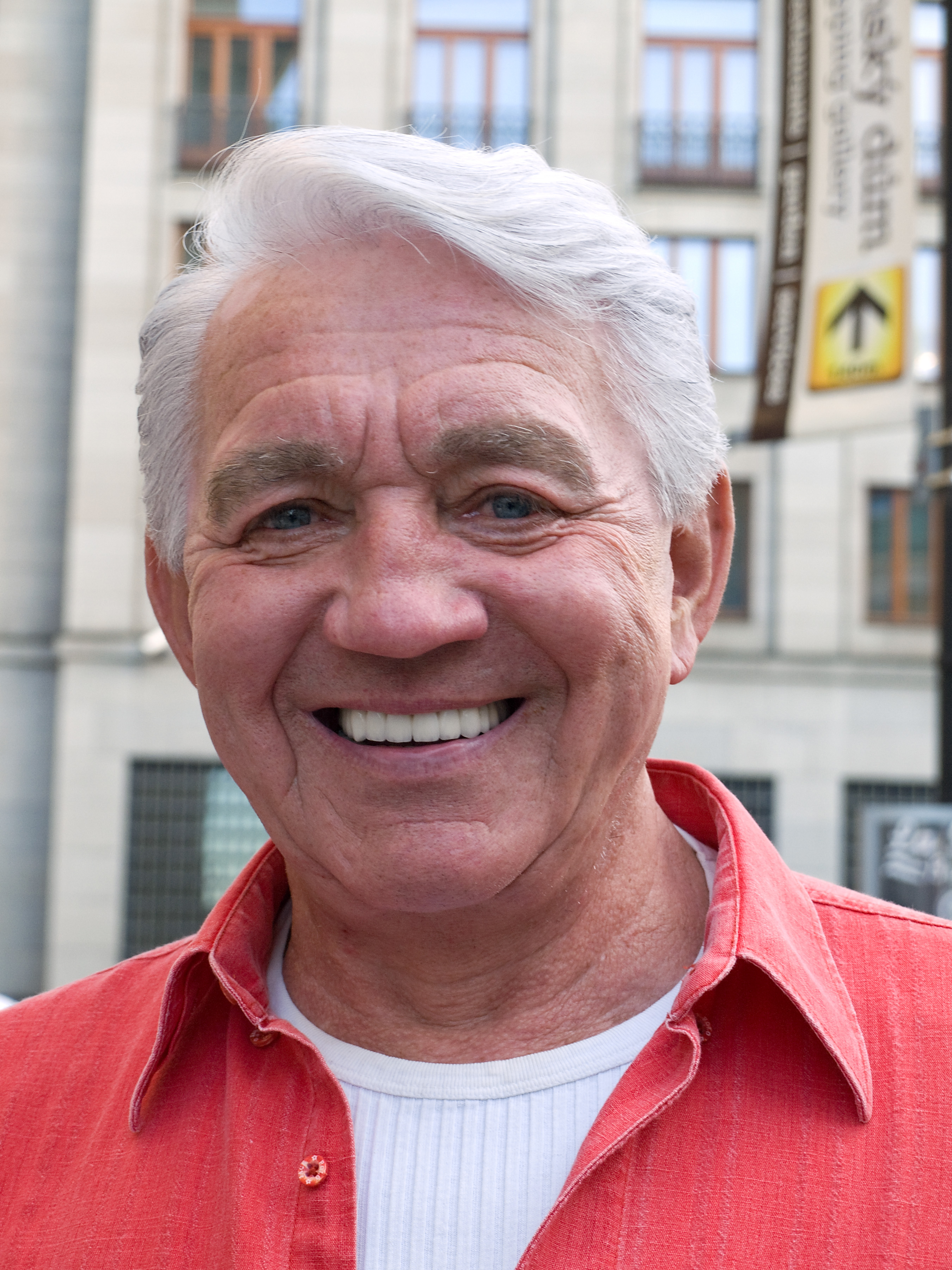
Jiří Krampol (* 11. července)

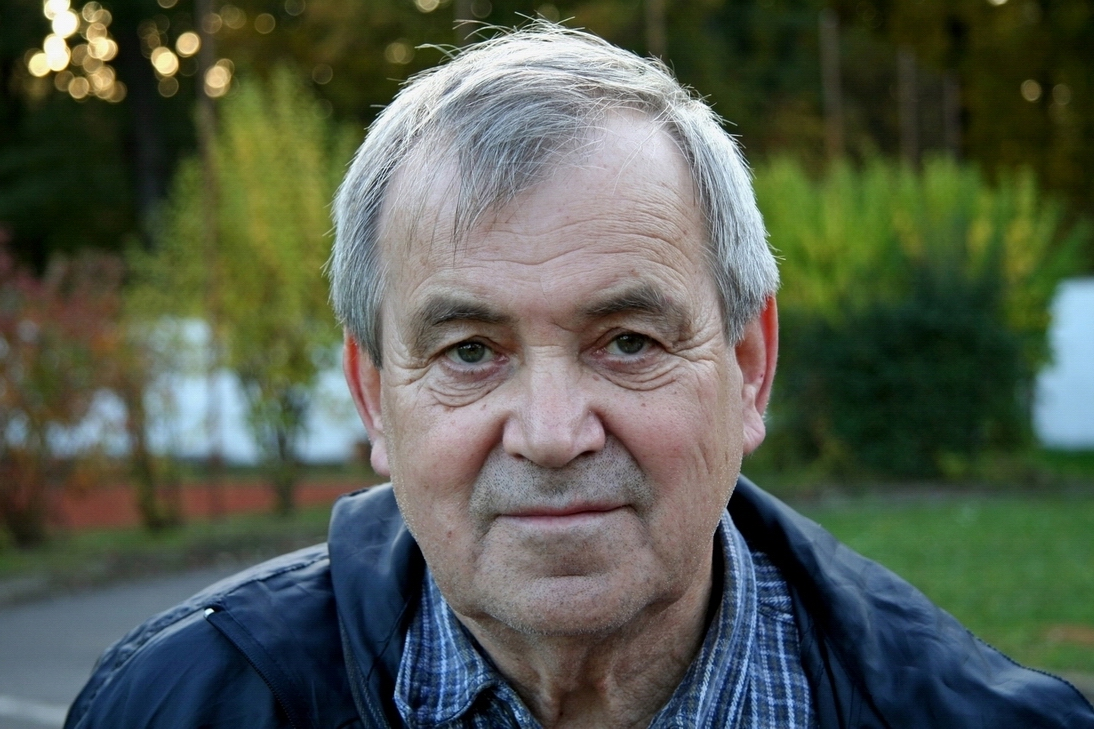
Petr Hořejš (* 7. září)

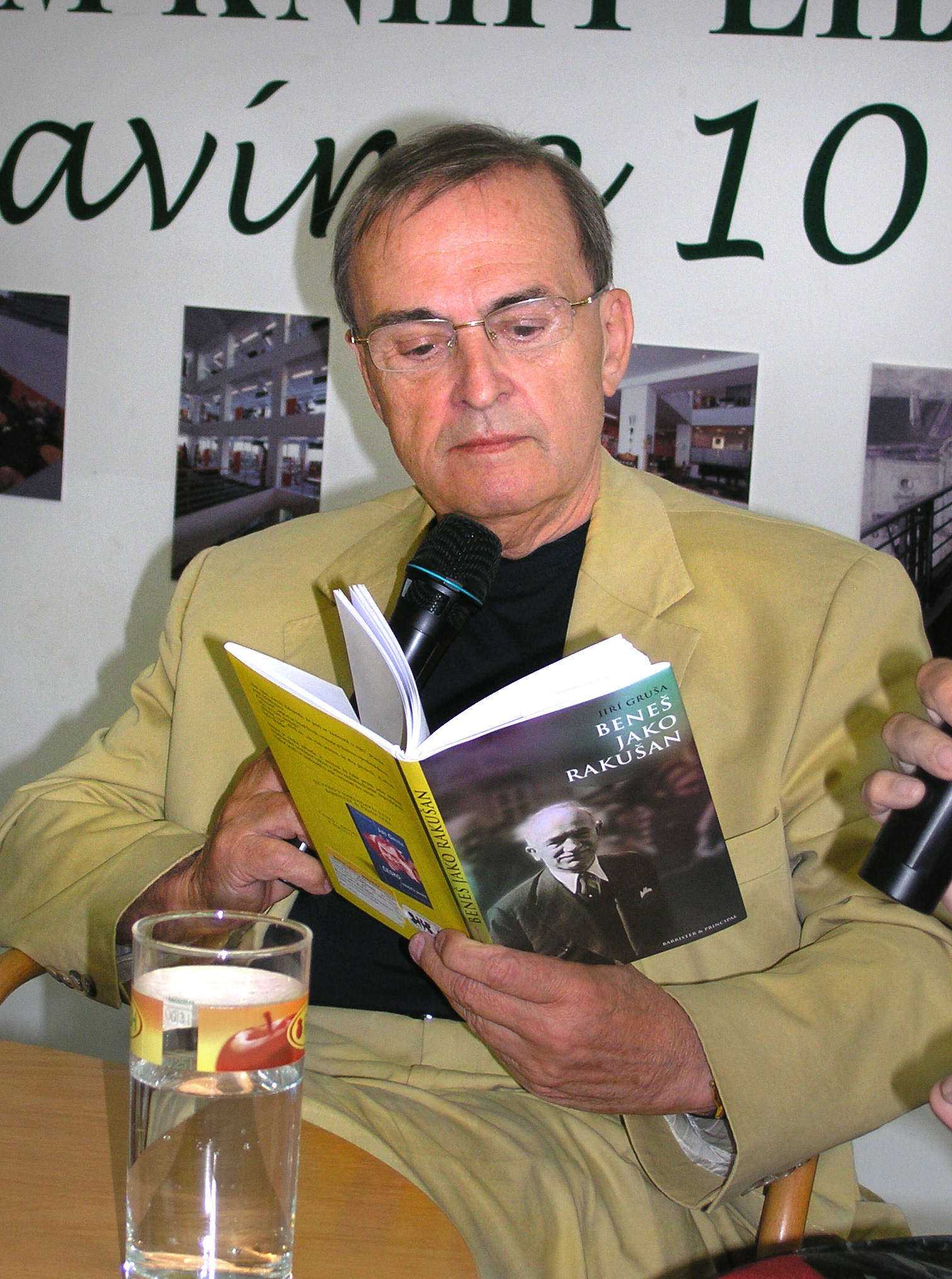
Jiří Gruša (* 10. listopadu)

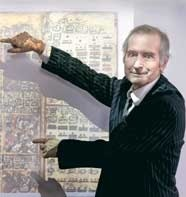
Vladimír Böhm (* 6. prosince)

  - Bohumil Němeček, boxer, olympijský vítěz († 2. května 2010)
  - Stanislav Tereba, sportovní a reportážní fotograf († 17. ledna 2023)
- 4. ledna – Karel Pospíšil, filmový a divadelní herec († 11. dubna 2015)
- 6. ledna – Vladimír Bencko, lékař, hygienik a epidemiolog
- 10. ledna – Josef Koudelka, fotograf
- 13. ledna – Václav Větvička, botanik a popularizátor vědy
- 15. ledna – Marie Jirásková, literární historička, editorka textů
- 19. ledna
  - Ivo Mička, novinář a spisovatel († 13. dubna 2012)
  - Richard Rokyta, fyziolog
- 22. ledna – Vladimír Hrabánek, herec († 21. srpna 2008)
- 23. ledna – Josef Mikoláš, hokejový brankář († 20. března 2015)
- 29. ledna – Pavel Hofmann, veslař, olympionik, bronzová medaile na OH 1964
- 5. února – Ivo Václav Fencl, literární historik a kritik († 3. října 2019)
- 9. února – Jaroslav Svoboda, sklářský výtvarník, podnikatel a politik
- 11. února – Ivo Pechar, spisovatel
- 16. února
  - Zbyšek Pantůček, kabaretní zpěvák († 5. listopadu 1992)
  - Vojtěch Cepl, právník a vysokoškolský pedagog († 21. listopadu 2009)
- 18. února – Ivan Pavlů, archeolog
- 19. února – Josef Hanzlík, básník a autor knih pro děti († 26. ledna 2012)
- 21. února – Jan Seger, děkana fakulty informatiky a statistiky VŠE († 9. prosince 2022)
- 23. února – Jiří Menzel, režisér, herec a spisovatel († 5. září 2020)
- 26. února – Zdeněk Masopust, právní filosof, teoretik a politik († 15. března 2012)
- 27. února – Jiří Hanák, novinář († 5. června 2020)
- 2. března – Břetislav Novák, matematik († 18. srpna 2003)
- 4. března – Vladimír Nadrchal, hokejový brankář
- 6. března – Lubomír Malý, violista a hudební pedagog († 29. září 2022)
- 7. března – Petr Skoumal, klavírista a skladatel († 28. září 2014)
- 22. března – Věra Linhartová, spisovatelka
- 25. března – Jan Fridrich, archeolog († 2007)
- 26. března
  - Jana Hlaváčová, herečka († 13. ledna 2024)
  - Petr Piťha, kněz, bohemista, lingvista, politik a pedagog
  - Květa Monhartová, malířka, grafička, ilustrátorka a básnířka
- 28. března – Ivan Šlapeta, kameraman
- 30. března – Milan Tesař, kytarista, hudební skladatel a pedagog († 6. července 2019)
- 3. dubna – Miroslav Tetter, přírodovědec a politik († 11. srpna 2021)
- 4. dubna – Miroslav Tejchman, historik
- 7. dubna – Bedřich Velický, fyzik
- 8. dubna – Jarmila Panevová, jazykovědkyně
- 11. dubna – Pavel Pípal, divadelní a filmový herec a dabér († 15. prosince 2012)
- 12. dubna – Zbyšek Sion, malíř a grafik
- 14. dubna
  - Andrej Krob, divadelní scenárista a režisér
  - Petr Nárožný, herec, moderátor a bavič
- 16. dubna
  - Pavel Vrba, básník, publicista a písňový textař († 7. září 2011)
  - Jan Rokyta, cimbalista a herec († 22. července 2012)
- 29. dubna – Hynek Bočan, filmový a televizní scenárista a režisér
- 4. května – Jan Štěrba, ministr zahraničního obchodu ČSSR
- 5. května – Hana Talpová, herečka a zpěvačka
- 8. května – Pavel Brom, grafik, malíř a ilustrátor († 4. června 2009)
- 9. května – Milan Valenta, atlet-výškař
- 17. května – Alena Vostrá, spisovatelka († 15. dubna 1992)
- 18. května – Jan Málek, hudební režizér a skladatel
- 20. května – Stanislav Křeček, právník a politik
- 22. května – Milan Špůrek, geolog, astrolog a publicista († 18. září 2018)
- 24. května
  - Ladislav Šmíd, hokejový obránce
  - Josef Wagner mladší, malíř, grafik, architekt († 6. dubna 2016)
- 27. května
  - Lubor Dohnal, dramaturg a scenárista
  - Pavel Seifter, historik
- 28. května – Rudolf Matys, básník, literární redaktor († 2. září 2023)
- 29. května – Ivan Brož, diplomat, překladatel a spisovatel literatury faktu († 24. dubna 2012)
- 5. června – Jan Steklík, výtvarník († 11. listopadu 2017)
- 6. června – Vladimír Jiránek, ilustrátor, kreslíř a scenárista a režisér animovaných filmů († 6. listopadu 2012)
- 7. června – Vlasta Štěpová, ekonomka a politička
- 8. června – Zdena Palková, fonetička
- 11. června – Petr Kostka, herec
- 13. června – Přemek Podlaha, moderátor a publicista († 23. prosince 2014)
- 18. června – Miroslav Stoniš, spisovatel
- 21. června – Petr Velkoborský, fotograf
- 8. července – Karel Sklenář, archeolog a popularizátor vědy
- 11. července
  - Petr Herrmann, filmový a divadelní herec († 10. července 2018)
  - Jiří Krampol, herec a moderátor († 26. července 2025)
- 14. července
  - Jana Petrů, zpěvačka († 6. května 1990)
  - Lilian Malkina, herečka původem z estonské rodiny
- 18. července – Josef Rusek, zoolog a ekolog († 13. ledna 2022)
- 21. července – František Dostál (fotograf), reportážní a dokumentární fotograf († 5. prosince 2022)
- 26. července – Marie Filippovová, česká malířka a grafička
- 28. července – Dušan Uhlíř, historik
- 30. července – Jiří Třešňák, politik a lékař († 12. ledna 2011)
- 3. srpna
  - Ludmila Jandová, malířka, kreslířka, grafička a ilustrátorka († 20. října 2008)
  - Vladimír Kopecký, fyzik plazmatu († 17. září 2019)
- 19. srpna – Věra Galatíková, herečka († 21. prosince 2007)
- 20. srpna – Miroslav Raab, chemik a popularizátor vědy
- 30. srpna – Bohumil Žemlička, malíř († 2. října 2013)
- 1. září – Miroslav Barták, kreslíř, humorista
- 2. září – Zdeněk Thoma, fotograf, publicista a cestovatel
- 3. září – Jiří Šašek, disident, signatář Charty 77 († 22. listopadu 1990)
- 6. září – Karel Benetka, grafik a malíř
- 7. září
  - Milena Dvorská, herečka († 22. prosince 2009)
  - Petr Hořejš, publicista, scenárista, spisovatel († 27. července 2023)
- 10. září – Jan Lála, fotbalový reprezentant
- 12. září – Hana Preinhaelterová, bengalistka, anglistka, spisovatelka a překladatelka († 24. června 2018)
- 22. září – Vladimír Plešinger, cestovatel, autor cestopisných knih, hydrogeolog († 2. prosince 2018)
- 23. září
  - Václav Babula, lékař, textař, básník a literát († 1. února 2008)
  - Vilém Holáň, informatik a politik, ministr obrany ČR († 5. března 2021)
- 29. září – Milan Togner, historik umění († 28. listopadu 2011)
- 30. září
  - Jan Holinka, sochař a malíř († 15. ledna 2009)
  - Pavel Jasanský, fotograf, grafik a sochař († 21. ledna 2021)
- 6. října – Luboš Zajíček, jazzový trumpetista-kornetista  († 2. února 2025)
- 8. října – Jan J. Novák, básník († 6. ledna 2017)
- 9. října – Eva Pátková, překladatelka
- 10. října
  - Miroslav Mlynář, sochař, malíř, medailér a šperkař
  - Ladislav Soldán, literární historik a kritik
  - Vladimír Knybel, amatérský archeolog a fotograf († 17. srpna 2014)
- 11. října
  - Jiřina Pokorná, varhanice a hudební pedagožka († 19. září 2010)
  - Ivan M. Havel, vědecký pracovník, bratr prezidenta Václava Havla († 25. dubna 2021)
- 23. října – Zdeňka Hledíková, archivářka a historička († 13. listopadu 2018)
- 2. listopadu – Miloslav Havlíček, matematik, fyzik a pedagog
- 5. listopadu – Jan Klíma, fyzik, spisovatel a překladatel
- 10. listopadu – Jiří Gruša, básník, prozaik, diplomat a politik († 28. října 2011)
- 11. listopadu – Josef Odložil, atlet-běžec, držitel stříbrné olympijské medaile († 10. září 1993)
- 13. listopadu – Ludmila Seefried-Matějková, sochařka a malířka
- 23. listopadu – Josef Šmajs, filozof a spisovatel
- 25. listopadu – Jan Šolc, vysokoškolský učitel, občanský aktivista a politik
- 28. listopadu – Zdeněk Klanica, archeolog († 29. července 2014)
- 29. listopadu – Andrej Gjurič, psycholog a politik († 27. září 2015)
- 4. prosince – Milan Elleder, lékař a profesor patologie († 25. září 2011)
- 6. prosince – Vladimír Böhm, historik, mayolog
- 9. prosince
  - Otto Urban, historik († 7. května 1996)
  - Pavel Dias, fotograf († 19. dubna 2021)
- 18. prosince – Marie Schenková, historička umění
- 19. prosince – Karel Svoboda, skladatel († 28. ledna 2007)
- 25. prosince – Ladislav Svoboda, politik a lékař († 13. ledna 2024)
- 29. prosince – Jiří Nikodým, ministr financí České republiky

### Svět
- 1. ledna
  - Fuád Masúm, prezident Iráku

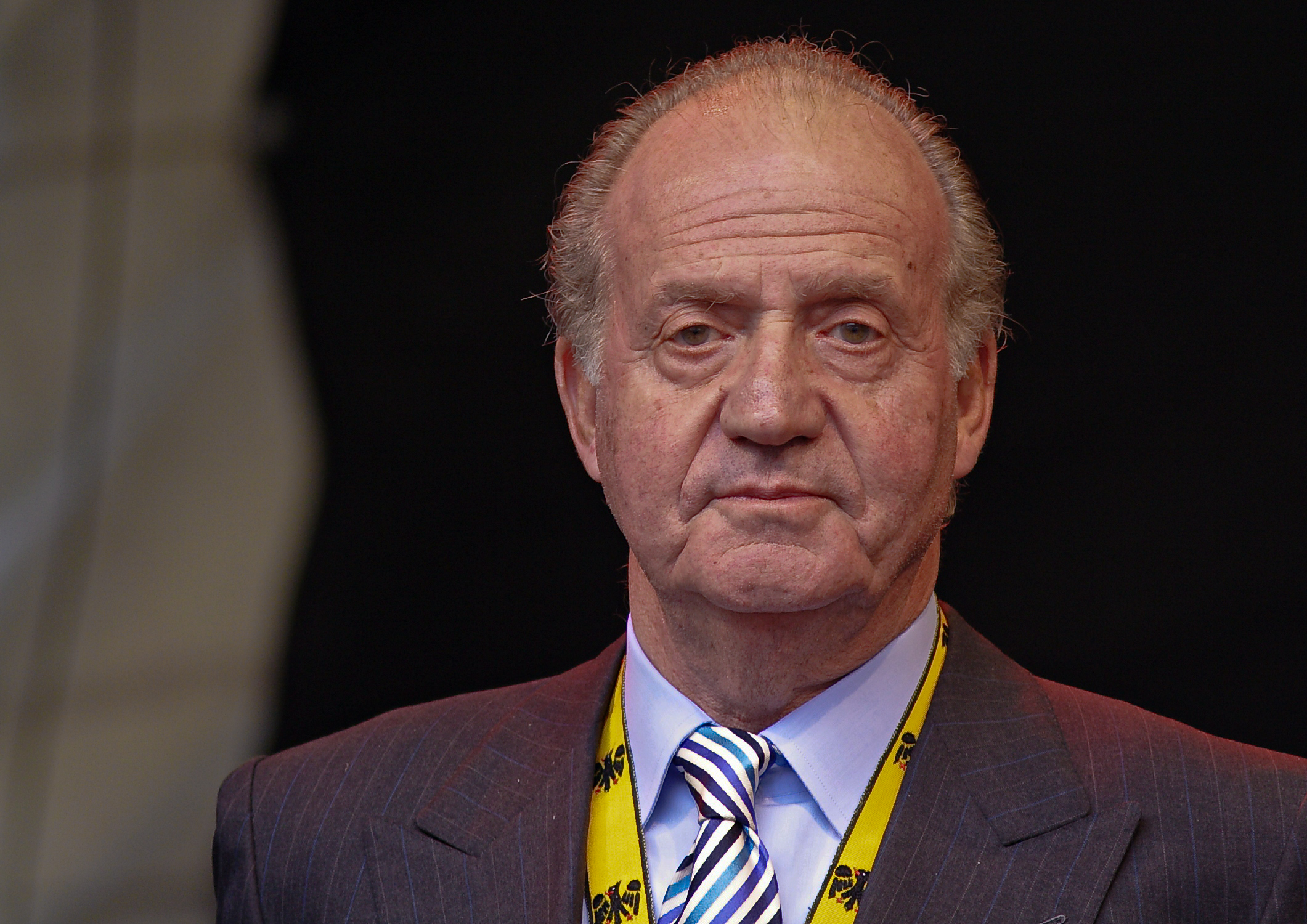
Juan Carlos I. (* 5. ledna)

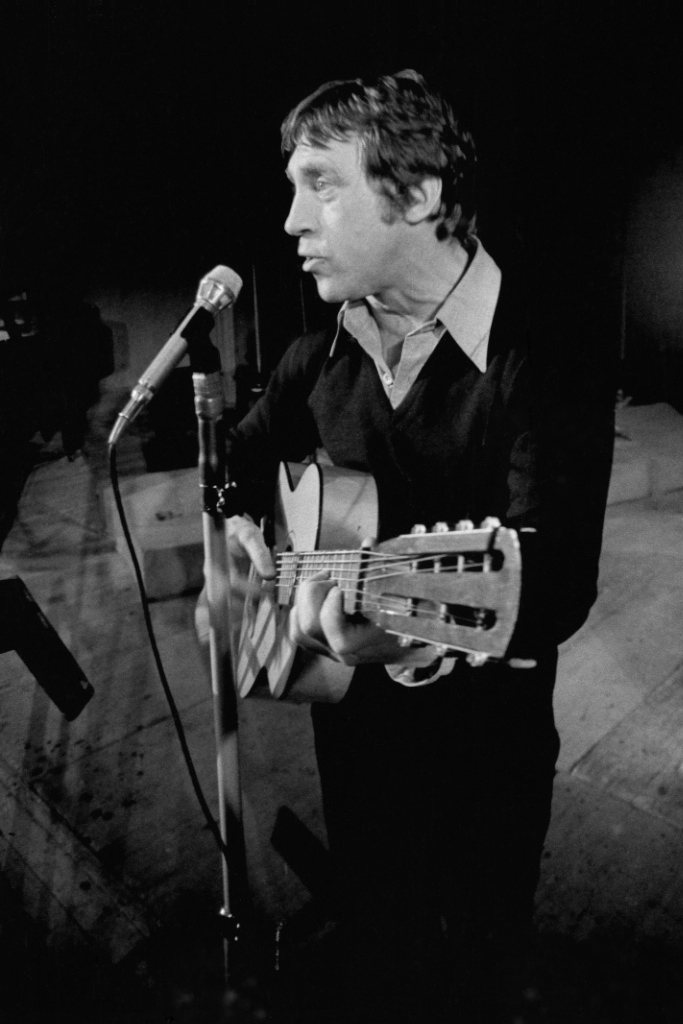
Vladimir Vysockij (* 25. ledna)

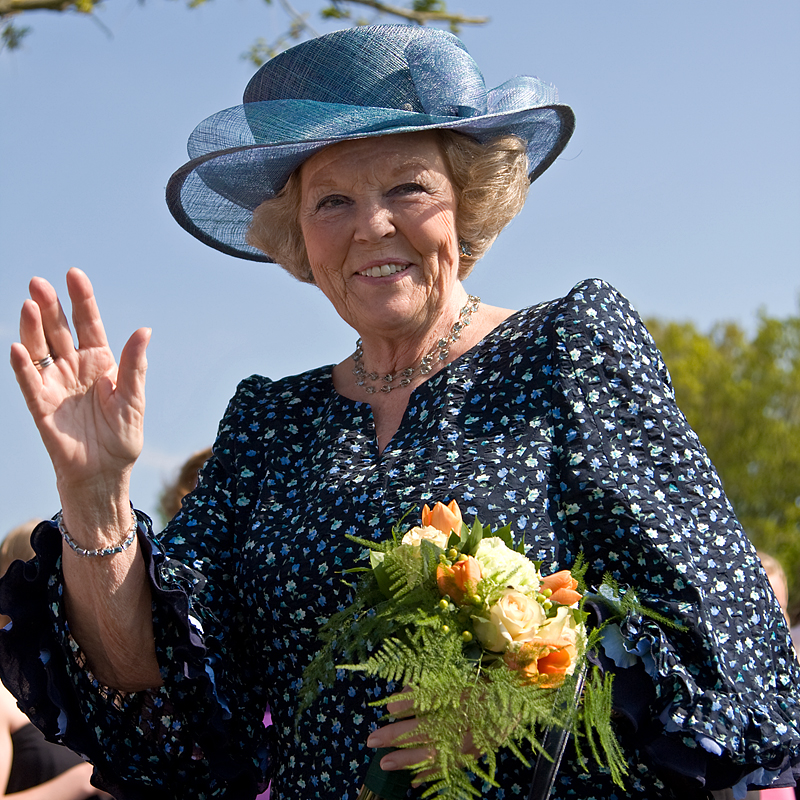
Beatrix Nizozemská (* 31. ledna)

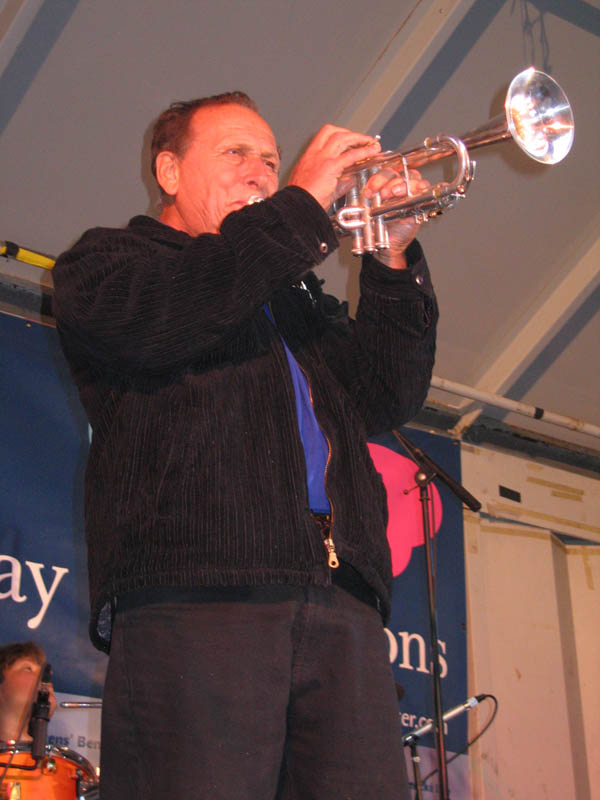
Laco Déczi (* 29. března)

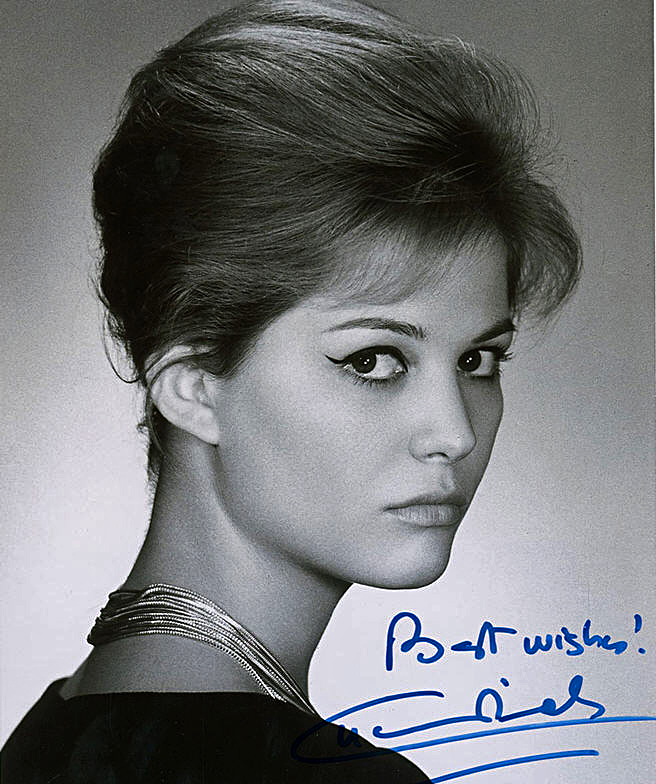
Claudia Cardinale (* 15. dubna)

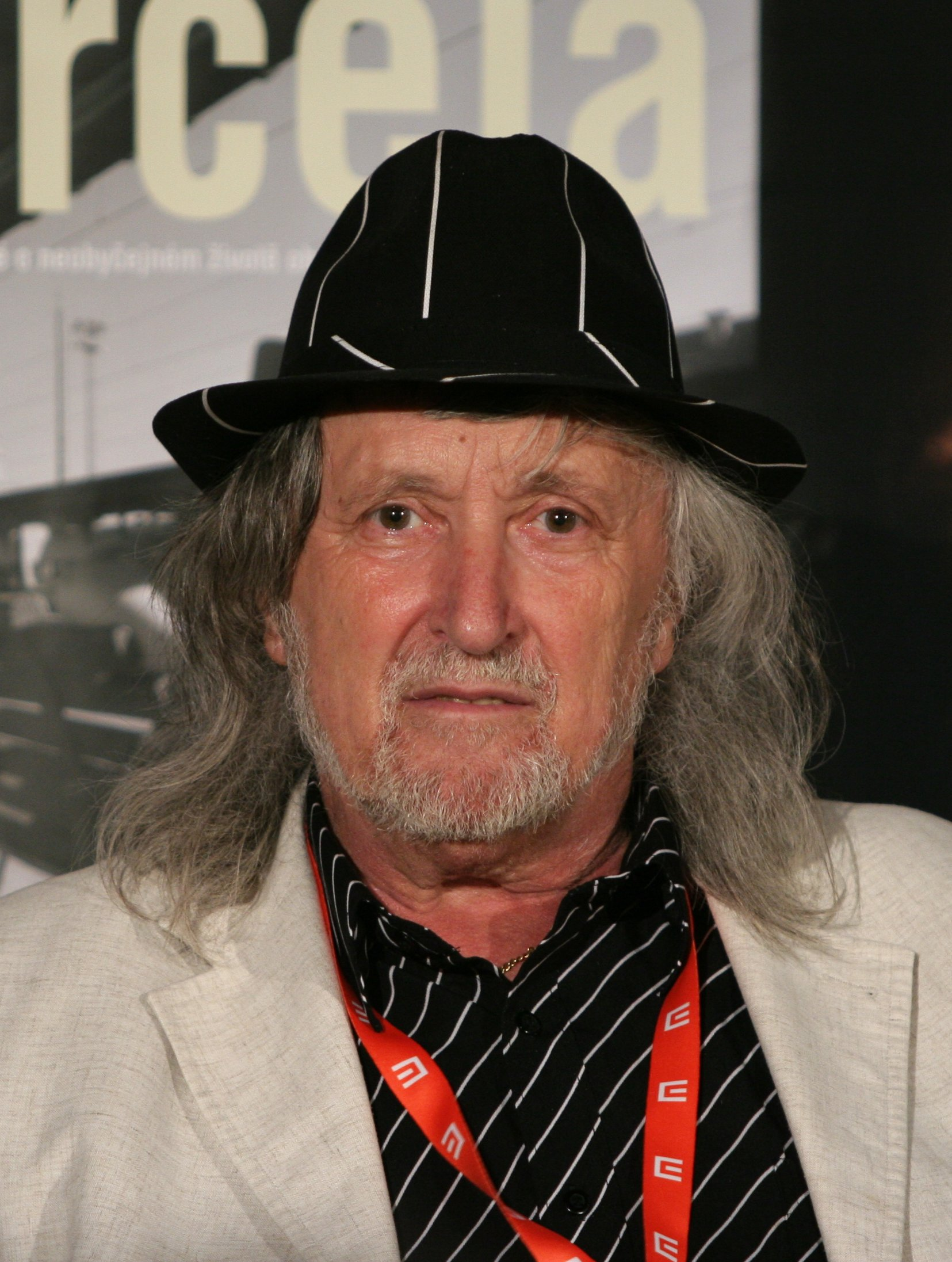
Juraj Jakubisko (* 30. dubna)

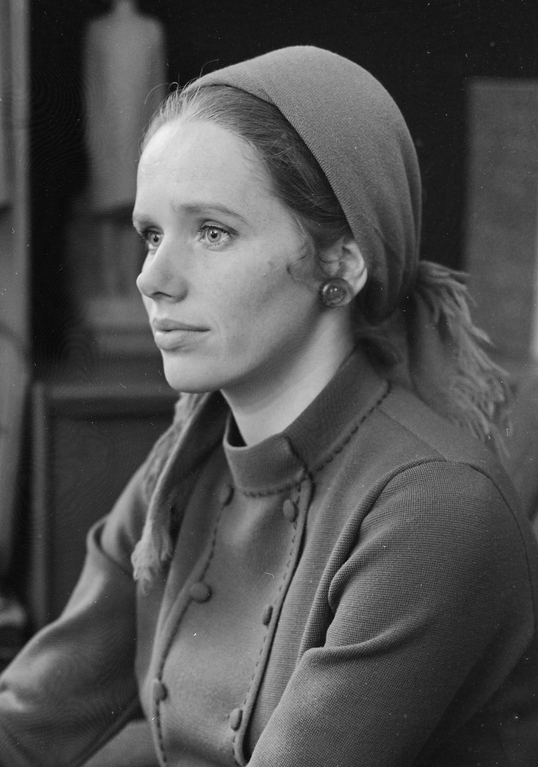
Liv Ullmannová (* 16. prosince)

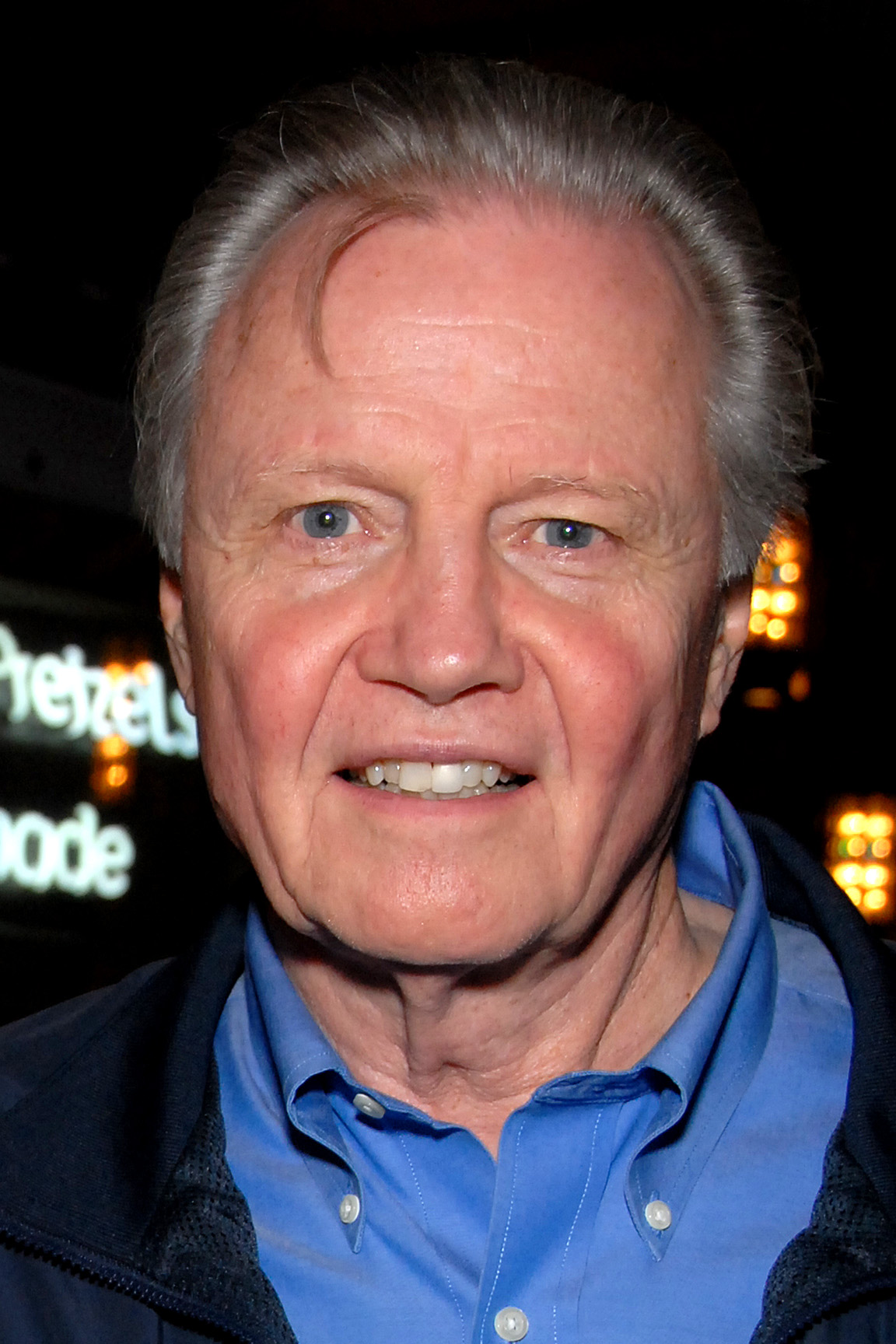
Jon Voight (* 29. prosince)

  - Frank Langella, americký herec italského původu
  - Carlo Franchi přezdívaný Gimax, italský automobilový závodník († 13. ledna 2021)
  - Halit Akçatepe, turecký herec († 31. března 2017)
- 4. ledna – Halina Górecka, polská sprinterka, olympijská vítězka
- 5. ledna
  - Juan Carlos I., král španělský
  - Ngũgĩ wa Thiong'o, keňský spisovatel
- 6. ledna
  - Larisa Šepiťková, ruská filmová režisérka († 2. července 1979)
  - Mario Rodríguez Cobos, argentinský spisovatel († 16. září 2010)
  - Adriano Celentano, italský zpěvák, písničkář, herec a filmový režisér
  - Jozef Golonka, slovenský hokejista, československý reprezentant
- 7. ledna
  - Paul Revere, americký varhaník († 4. října 2014)
  - Roland Topor, francouzský výtvarník a spisovatel († 16. dubna 1997)
- 8. ledna – Jevgenij Něstěrenko, ruský operní pěvec († 20. března 2021)
- 10. ledna
  - Donald Ervin Knuth, americký informatik
  - Helmut Kyrieleis, německý archeolog
  - Frank Mahovlich, kanadský hokejista
- 13. ledna
  - Daevid Allen, australský básník, skladatel, kytarista, zpěvák († 13. března 2015)
  - Jean Cabut, francouzský karikaturista († 7. ledna 2015)
- 14. ledna
  - Morihiro Hosokawa, premiér Japonska
  - Allen Toussaint, americký zpěvák, klavírista, hudební producent a skladatel († 9. listopadu 2015)
- 18. ledna – Anthony Giddens, britský sociolog
- 23. ledna – Anatolij Marčenko, ruský politický vězeň a spisovatel († 8. prosince 1986)
- 24. ledna – Julius Hemphill, americký jazzový saxofonista († 2. dubna 1995)
- 25. ledna
  - Vladimir Vysockij, ruský písničkář, herec a básník († 25. července 1980)
  - Etta Jamesová, americká rhythm and bluesová zpěvačka († 20. ledna 2012)
- 27. ledna – Jimmie Smith, americký jazzový bubeník
- 28. ledna – Tomas Lindahl, švédský biolog a genetik, Nobelova cena 2015
- 29. ledna
  - Samuele Bacchiocchi, spisovatel z řad církve Adventistů sedmého dne a teolog († 20. prosince 2008)
  - Kai Hermann, německý novinář a spisovatel
- 30. ledna – Islam Karimov, prezident Uzbekistánu († 2. září 2016)
- 31. ledna – Beatrix Nizozemská, královna Nizozemska
- 1. února – Jimmy Carl Black, americký bubeník a zpěvák († 1. listopadu 2008)
- 3. února – Antonio Maria Vegliò, italský kardinál
- 7. února – Petar Gligorovski, makedonský malíř, fotograf, režisér a scenárista animovaných filmů († 4. prosince 1995)
- 11. února
  - Jevgenij Majorov, ruský hokejista († 10. prosince 1997)
  - Mohammed Gammoudi, tuniský olympijský vítěz v běhu na 5000 metrů
  - Boris Majorov, ruský hokejista
- 13. února – Elena Antalová, slovenská redaktorka, dramatička a osvětová pracovnice
- 18. února
  - Louis-Marie Billé, francouzský kardinál († 25. března 1962)
  - Ivans Bugajenkovs, lotyšský volejbalista
- 19. února
  - Rika Zaraï, izraelská zpěvačka a spisovatelka († 23. prosince 2020)
  - Čhökji Gjalcchän, desátý tibetský pančhenlama († 21. ledna 1989)
- 20. února – Paolo Romeo, italský kardinál
- 22. února – Karin Dorová, německá herečka († 6. listopadu 2017)
- 23. února
  - Paul Morrissey, americký filmový režisér († 28. října 2024)
  - Milan Sládek, slovenský herec – mim, choreograf, režisér († 4. prosince 2024)
- 25. února
  - Viktor Kosičkin, sovětský rychlobruslař, olympijský vítěz († 30. března 2012)
  - Diane Baker, americká herečka a producentka
  - Herb Elliott, australský atlet, olympijský vítěz
- 28. února – Mike Wofford, americký jazzový klavírista
- 4. března – Angus MacLise, americký hudebník, básník, herec († 21. června 1979)
- 5. března – Lynn Margulisová, americká bioložka († 22. listopadu 2011)
- 6. března
  - Francesco Coccopalmerio, italský kardinál
  - Joel Meyerowitz, americký reportážní fotograf
- 7. března
  - David Baltimore, americký mikrobiolog, Nobelova cena za fyziologii a medicínu 1975
  - Albert Fert, francouzský fyzik, nositel Nobelovy ceny za fyziku 2007
- 9. března – Roy Brooks, americký jazzový bubeník († 15. listopadu 2005)
- 10. března – Dave Alexander, americký bluesový klavírista a zpěvák († 8. ledna 2012)
- 11. března – Viktor Konovalenko, sovětský hokejový brankář († 20. února 1996)
- 14. března – Glauber Rocha, brazilský filmový režisér, dokumentarista, herec a spisovatel († 22. srpna 1981)
- 15. března
  - Dick Higgins, anglický hudební skladatel a básník († 25. října 1998)
  - Charles Lloyd, americký jazzový saxofonista a flétnista
- 17. března
  - Rudolf Nurejev, ruský tanečník († 6. ledna 1993)
  - Keith O'Brien, skotský kardinál († 19. března 2018)
- 20. března – Sergej Petrovič Novikov, ruský matematik († 6. června 2024)
- 23. března – Dave Pike, americký jazzový vibrafonista († 3. října 2015)
- 24. března
  - David Irving, britský spisovatel a amatérský historik
  - Steve Kuhn, americký jazzový klavírista
  - Vojtech Majling, slovenský fotograf a sběratel lidové slovesnosti († 3. října 2021)
- 26. března
  - Anthony James Leggett, britský fyzik a nositel Nobelovy ceny za fyziku 2003
  - Jicchak Perec, izraelský politik a rabín
- 29. března
  - Laco Déczi, slovenský jazzový trumpetista, hudební skladatel a malíř
  - Manuel Monteiro de Castro, portugalský kardinál
  - Barry Jackson, britský herec († 5. prosince 2013)
- 30. března – Klaus Schwab, německý ekonom
- 2. dubna – Booker Little, americký jazzový trumpetista a hudební skladatel († 5. října 1961)
- 7. dubna
  - Spencer Dryden, americký rockový bubeník († 11. ledna 2005)
  - Freddie Hubbard, americký jazzový trumpetista († 29. prosince 2008)
  - Pete La Roca, americký jazzový bubeník († 20. listopadu 2012)
- 8. dubna – Kofi Annan, ghanský diplomat, sedmý generální tajemník OSN († 18. srpna 2018)
- 9. dubna – Viktor Černomyrdin, ministerský předseda Ruské federace († 3. listopadu 2010)
- 10. dubna – Denny Zeitlin, americký jazzový klavírista, skladatel a profesor psychiatrie
- 11. dubna – Kurt Moll, německý operní zpěvák († 5. března 2017)
- 13. dubna – Eddie Marshall, americký jazzový bubeník († 7. září 2011)
- 15. dubna – Claudia Cardinalová, italská divadelní a filmová herečka
- 16. dubna – Rudolf Sloboda, slovenský spisovatel († 6. října 1995)
- 18. dubna
  - Günter Schubert, německý herec († 2. ledna 2008)
  - Stanley Fish, americký literární a právní teoretik
  - Hal Galper, americký jazzový klavírista
- 20. dubna – Betty Cuthbertová, australská atletka, čtyřnásobná olympijská vítězka († 6. srpna 2017)
- 21. dubna
  - Eddie King, americký bluesový kytarista, zpěvák a skladatel († 14. března 2012)
  - Eileen Barkerová, britská socioložka
- 23. dubna – Milena Vukoticová, italská divadelní a filmová herečka a tanečnice
- 25. dubna – John Davies, velšský historik († 16. února 2015)
- 26. dubna
  - Manuel Blum, venezuelský informatik
  - Duane Eddy, americký rokenrolový kytarista a skladatel († 30. dubna 2024)
- 27. dubna – Dušan Hanák, slovenský filmový scenárista, režisér, fotograf a pedagog
- 28. dubna – Madge Sinclairová, jamajsko-americká herečka († 20. prosince 1995)
- 29. dubna
  - Bernard Madoff, americký podnikatel, bývalý předseda burzy NASDAQ († 14. dubna 2021)
  - Klaus Voormann, německý grafik, hudebník a producent
  - Joan Peters, americká spisovatelka († 6. ledna 2015)
- 30. dubna
  - Juraj Jakubisko, slovenský filmový režisér, scenárista i kameraman († 24. února 2023)
  - Larry Niven, americký autor science fiction
- 5. května
  - Jerzy Skolimowski, polský režisér, scenárista, dramatik a herec
  - Adolf Scherer, slovenský fotbalista, československý reprezentant († 22. července 2023)
- 8. května – Jean Giraud, francouzský komiksový kreslíř († 10. března 2012)
- 10. května
  - Joe Moretti, skotský kytarista († 9. února 2012)
  - Manuel Santana, španělský tenista († 11. prosince 2021)
- 11. května – Alžbeta Barthová, slovenská herečka († 23. února 2004)
- 12. května
  - Andrej Alexejevič Amalrik, ruský disident, spisovatel a publicista († 12. listopadu 1980)
  - Jimmy Hastings, britský saxofonista, flétnista a klarinetista († 18. března 2024)
  - Ajaz Mutalibov, prezident Ázerbájdžánu († 27. března 2022)
- 13. května
  - Ross Tompkins, americký jazzový klavírista († 30. června 2006)
  - Giuliano Amato, premiér Itálie
  - Eberhard Schoener, německý dirigent a hudební skladatel
- 15. května – Mireille Darcová, francouzská divadelní a filmová herečka a režisérka († 28. srpna 2017)
- 16. května – Ivan Sutherland, americký vědec v oboru počítačová grafika
- 19. května
  - Herbie Flowers, britský baskytarista († 5. září 2024)
  - Vladimír Strnisko, slovenský režisér, dramaturg a vysokoškolský pedagog
  - Lovro Šturm, slovinský politik a právník († 2. prosince 2021)
- 20. května
  - Stien Baasová-Kaiserová, nizozemská rychlobruslařka, olympijská vítězka († 23. června 2022)
  - Astrid Kirchherrová, německá fotografka a designérka († 12. května 2020)
- 21. května – Urs Widmer, švýcarský spisovatel a překladatel († 2. dubna 2014)
- 23. května – Daniel Humair, švýcarský jazzový bubeník a malíř
- 25. května – Raymond Carver, americký spisovatel a básník († 2. srpna 1988)
- 26. května – Ivan Pop, rusínský historik, bohemista, rusinista, kulturolog († 14. září 2023)
- 31. května – Anna Zadrożyńska, polská etnoložka († 30. března 2014)
- 1. června – Carlo Caffarra, italský kardinál († 6. září 2017)
- 5. června – Karin Balzerová, německá sprinterka, olympijská vítězka († 17. prosince 2019)
- 8. června – Angelo Amato, italský salesián a římskokatolický kardinál
- 9. června – Eje Thelin, švédský jazzový pozounista a skladatel († 18. května 1990)
- 10. června – Violetta Villas, polská zpěvačka († 5. prosince 2011)
- 13. června – Elo Havetta, slovenský režisér († 3. února 1975)
- 15. června
  - Jesús María Pereda, španělský fotbalista († 27. září 2011)
  - Tony Oxley, britský jazzový bubeník († 26. prosince 2023)
- 16. června
  - Torgny Lindgren, švédský spisovatel († 16. března 2017)
  - Joyce Carol Oatesová, americká spisovatelka, básnířka a dramatička
- 18. června – Don Harris, americký rock and rollový houslista, zpěvák a kytarista († 30. listopadu 1999)
- 19. června
  - Charles Gwathmey, americký architekt († 3. srpna 2009)
  - Margret Nissen, německá fotografka
- 24. června – Abulfaz Elčibej, prezident Ázerbájdžánu († 22. srpna 2000)
- 25. června – Alexandre Chorin, americký matematik
- 27. června – Jonathan Riley-Smith, britský historik († 13. září 2016)
- 28. června – Leon Panetta, ředitel Ústřední zpravodajské služby CIA
- 30. června – William Mills, americký olympijský vítěz v běhu na 10 000 m
- 2. července – C. Kumar N. Patel, indický fyzik a elektrotechnik
- 4. července
  - Mike Mainieri, americký jazzový vibrafonista, hudební producent a skladatel
  - Bill Withers, americký soulový zpěvák, kytarista a klavírista († 30. března 2020)
- 7. července – Jan Assmann, německý egyptolog a religionista
- 8. července
  - Bob Alcivar, americký hudebník, skladatel a dirigent
  - Vojtech Masný, slovenský fotbalista, reprezentant Československa
- 10. července
  - Lee Morgan, americký jazzový trumpetista († 19. února 1972)
  - Paul Andreu, francouzský architekt († 11. října 2018)
- 13. července – Myroslav Skoryk, ukrajinský hudební skladatel, pedagog a hudební vědec († 1. června 2020)
- 14. července – Moše Safdie, izraelsko-kanadský architekt a urbanista.
- 18. července
  - Ian Stewart, skotský klávesista a zakladatel skupiny The Rolling Stones († 12. prosince 1985)
  - Paul Verhoeven, nizozemský režisér, scenárista a filmový producent
- 19. července
  - Richard Jordan, americký herec († 1993)
  - Vachtang Kikabidze, gruzínský hudebník, zpěvák, skladatel a herec († 15. ledna 2023)
- 20. července
  - Alexej Jurjevič German, ruský režisér, scenárista a herec († 21. února 2013)
  - Diana Rigg, anglická herečka († 10. září 2020)
- 20. července – Natalie Wood, americká herečka († 29. listopadu 1981)
- 21. července
  - Claudio Rendina, italský spisovatel, umělecký kritik, básník, novinář
  - Herman Daly, americký ekologický ekonom († 28. října 2022)
- 23. července
  - Götz George, německý herec († 19. června 2016)
  - Meic Stephens, velšský novinář, překladatel a básník († 2. července 2018)
- 26. července
  - Joanne Brackeen, americká jazzová klavíristka, skladatelka
  - Alberto Fujimori, prezident Peru († 11. září 2024)
- 27. července – Gary Gygax, americký tvůrce a designér herních systémů († 4. března 2008)
- 28. července – Luis Aragonés, španělský fotbalista a trenér († 1. února 2014)
- 30. července
  - Vjačeslav Ivanov, sovětský skifař, zlatá medaile na OH († 5. srpna 2024)
  - Bernd Rabehl, německý sociolog a politolog
- 1. srpna – Paddy Moloney, irský hudebník († 11. října 2021)
- 4. srpna
  - Hayes Jones, americký olympijský vítěz v běhu na 110 metrů překážek
  - Simon Preston, britský varhaník, dirigent a cembalista († 13. května 2022)
- 6. srpna – Rees Davies, velšský historik († 16. května 2005)
- 7. srpna – Giorgetto Giugiaro, italský průmyslový designér
- 8. srpna – Connie Stevensová, americká herečka a zpěvačka
- 9. srpna
  - Leonid Kučma, prezident Ukrajiny
  - Rod Laver, australský tenista
- 14. srpna – Jacques Rouffio, francouzský režisér († 8. července 2016)
- 15. srpna
  - Janusz A. Zajdel, polský jaderný fyzik a spisovatel žánru science fiction († 19. července 1985)
  - Keith Morris, anglický fotograf († 17. června 2005)
- 16. srpna – András Balczó, maďarský reprezentant v moderním pětiboji, olympijský vítěz
- 19. srpna
  - Diana Muldaurová, americká herečka
  - Hermann Nitsch, rakouský výtvarník († 18. dubna 2022)
- 20. srpna
  - Jean-Loup Chrétien, první francouzský kosmonaut
  - Andrej Končalovskij, ruský scenárista a režisér
- 21. srpna – Kenny Rogers, americký zpěvák, kytarista, klavírista, fotograf, herec a producent († 20. března 2020)
- 23. srpna – Viva, americká herečka
- 24. srpna – David Freiberg, americký hudebník
- 25. srpna – Frederick Forsyth, britský spisovatel a novinář († 9. června 2025)
- 27. srpna – Ivan Kamenec, slovenský historik a vysokoškolský pedagog
- 28. srpna – Paul Martin, premiér Kanady
- 29. srpna – Ludwig Wenzler, německý římskokatolický teolog
- 2. září – Giuliano Gemma, italský herec († 1. října 2013)
- 3. září – Rjódži Nojori, japonský chemik, Nobelova cena za chemii 2001
- 5. září – Daniel Nuširo, arcibiskup a metropolita Tokia a celého Japonska
- 7. září – Alexej Jakovlevič Červoněnkis, sovětský a ruský matematik († 22. září 2014)
- 8. září – José Augusto Torres, portugalský fotbalista († 3. září 2010)
- 11. září – Perry Anderson, britský historik a politický filozof marxistické orientace
- 13. září – Janusz Głowacki, polský prozaik, dramatik, fejetonista († 19. srpna 2017)
- 14. září – Tiziano Terzani, italský reportér, novinář a publicista († 28. července 2004)
- 17. září – Perry Robinson, americký jazzový klarinetista († 2. prosince 2018)
- 20. září – Eric Gale, americký jazzový kytarista († 25. května 1994)
- 21. září – Norbert Conrads, německý historik a germanista
- 22. září – Dean Reed, americký zpěvák, písničkář, herec, režisér, scenárista a politický aktivista († 13. června 1986)
- 23. září – Romy Schneider, rakouská herečka († 29. května 1982)
- 25. září – Johnny Rebel, americký zpěvák country († 3. září 2016)
- 28. září
  - Ben E. King, americký zpěvák († 30. dubna 2015)
  - Ray Warleigh, australský saxofonista a flétnista († 21. září 2015)
- 29. září
  - Wim Kok, nizozemský politik († 20. října 2018)
  - Michael Stürmer, německý historik
- 30. září – Alan Hacker, britský klarinetista († 16. dubna 2012)
- 3. října – Eddie Cochran, americký zpěvák a skladatel († 17. dubna 1960)
- 4. října – Kurt Wüthrich, švýcarský chemik, Nobelova cena za chemii 2002
- 8. října – Bronislovas Lubys, litevský velkopodnikatel, průmyslník a politik († 23. října 2011)
- 7. října – Ann Haydonová-Jonesová, britská tenistka
- 9. října – Heinz Fischer, rakouský spolkový prezident
- 14. října – Farah Pahlaví, íránská císařovna
- 15. října – Eugen Nosko, německý fotograf a novinář
- 16. října – Nico, německá hudebnice, zpěvačka, herečka, modelka a skladatelka († 18. července 1988)
- 20. října
  - Viktor Alexejevič Pronin, ruský spisovatel
  - Wanda Jacksonová, americká rockabilly a country zpěvačka
- 22. října
  - Derek Jacobi, britský herec
  - Christopher Lloyd, americký herec
- 24. října
  - Venědikt Vasiljevič Jerofejev, sovětský spisovatel († 11. května 1990)
  - Odean Pope, americký jazzový saxofonista
- 25. října – Eduard Vorobjov, poslední velitel sovětských vojsk v Československu
- 26. října – Richard Goldstone, jihoafrický právník
- 28. října – Bernadette Lafont, francouzská divadelní a filmová herečka († 25. července 2013)
- 29. října – Ellen Johnsonová-Sirleafová, 24. prezidentka Libérie
- 1. listopadu – Marcel Rüedi, švýcarský horolezec († 25. září 1986)
- 2. listopadu
  - Pat Buchanan, americký konzervativní spisovatel a politik
  - Sofie Řecká, královna Španělska
- 5. listopadu – Joe Dassin, americko-francouzský zpěvák, kytarista a hudební skladatel († 20. srpna 1980)
- 8. listopadu – Stéphane Audranová, francouzská herečka († 27. března 2018)
- 11. listopadu
  - Ants Antson, sovětský rychlobruslař, olympijský vítěz († 31. října 2015)
  - Wu I, místopředsedkyně vlády Čínské lidové republiky
- 12. listopadu – Warren Bernhardt, americký jazzový klavírista († 19. srpna 2022)
- 16. listopadu – Robert Nozick, americký filozof a politolog († 23. ledna 2002)
- 17. listopadu – Gordon Lightfoot, kanadský písničkář a skladatel († 1. května 2023)
- 18. listopadu – Vladimir Lvovič Levi, ruský lékař-psychiatr a spisovatel
- 24. listopadu – Willy Claes, belgický politik, generální tajemník NATO
- 25. listopadu – Daniel Katz, finský humorista
- 28. listopadu – Tom Regan, americký filozof († 17. února 2017)
- 29. listopadu – Michel Duchaussoy, francouzský divadelní a filmový herec († 13. března 2012)
- 30. listopadu – Tomislav Ivančić, chorvatský kněz, spisovatel, zakladatel hagioterapie († 17. února 2017)
- 1. prosince
  - Carlos Garnett, panamsko-americký jazzový saxofonista († 3. března 2023)
  - Sandy Nelson, americký bubeník († 14. února 2022)
- 5. prosince – JJ Cale, americký zpěvák, skladatel a hudebník († 26. července 2013)
- 6. prosince – Patrick Bauchau, belgický herec
- 7. prosince – Marty Thau, americký hudební producent a manažer († 13. února 2014)
- 8. prosince
  - František Gregor, slovenský hokejista, československý reprezentant († 10. března 2013)
  - John Agyekum Kufuor, prezident Ghany
- 11. prosince – McCoy Tyner, americký jazzový pianista († 6. března 2020)
- 13. prosince – Alvin Curran, americký hudebník a hudební skladatel
- 14. prosince – Leonardo Boff, brazilský teolog a spisovatel
- 15. prosince – Fred Anton Maier, norský rychlobruslař, olympijský vítěz († 9. června 2015)
- 16. prosince – Liv Ullmannová, norská herečka a režisérka
- 17. prosince
  - Carlo Little, anglický rockový bubeník († 6. srpna 2005)
  - Peter Snell, novozélandský atlet, olympijský vítěz († 12. prosince 2019)
- 18. prosince – Chas Chandler, anglický hudební producent a hudebník († 17. července 1996)
- 22. prosince – Sergej Viktorovič Michejev, ruský letecký inženýr
- 26. prosince – Mirko Kovač, chorvatský, srbský i černohorský spisovatel († 19. srpna 2013)
- 28. prosince
  - Alexander Young, skotský kytarista, zpěvák a baskytarista († 4. srpna 1997)
  - Alexander Horváth, slovenský fotbalista, československý reprezentant († 31. srpna 2022)
- 29. prosince – Jon Voight, americký herec, držitel Oscara
- 31. prosince – Atje Keulenová-Deelstraová, nizozemská rychlobruslařka a maratónská bruslařka († 22. února 2013)
- – ?
  - Dan Bahat, izraelský archeolog
  - Jean Lorrah, americká spisovatelka sci-fi

## Úmrtí
Automatický abecedně řazený seznam viz Kategorie:Úmrtí v roce 1938

### Česko

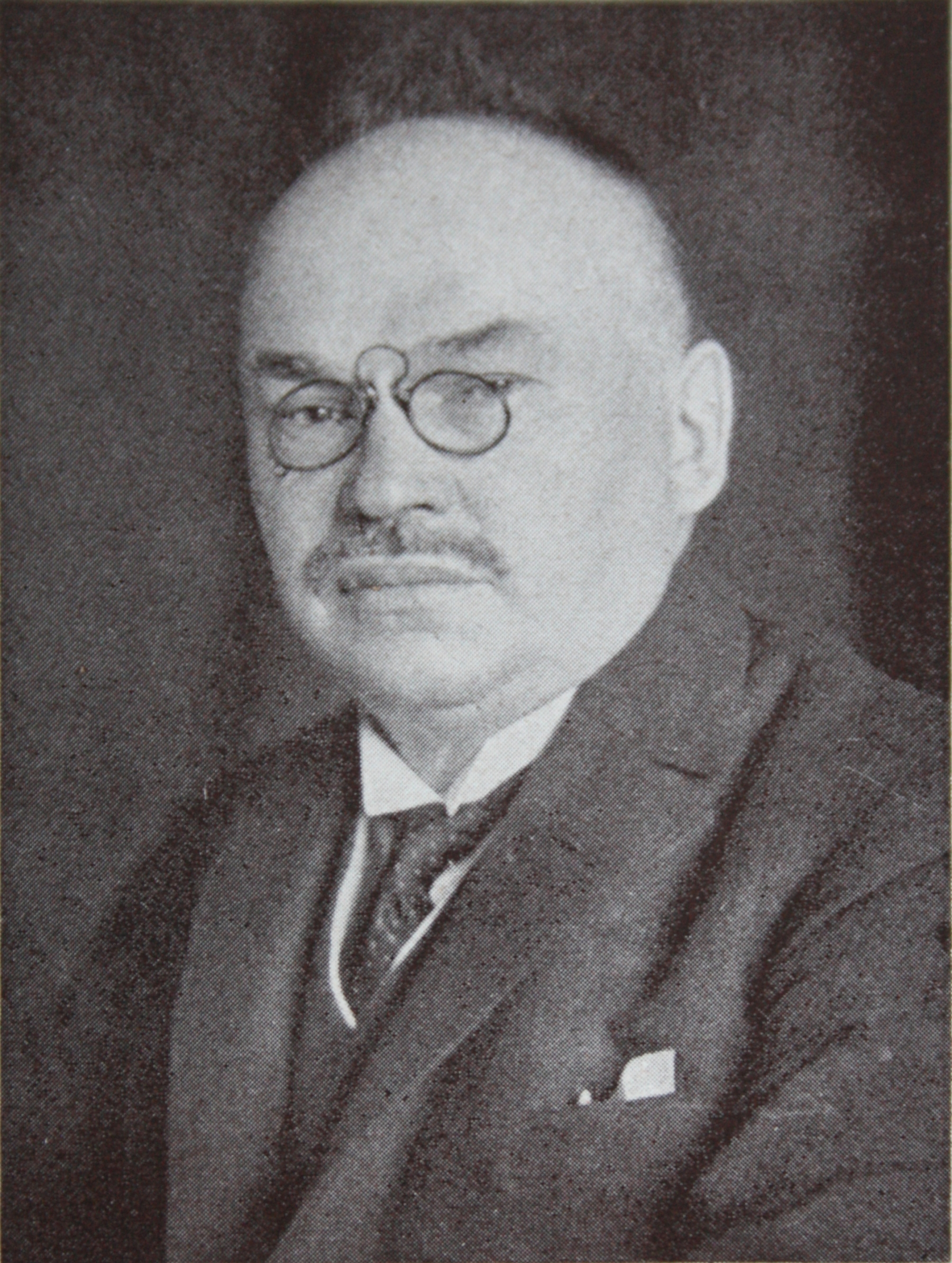
Karel Baxa († 5. ledna)

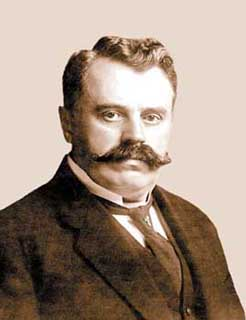
František Udržal († 24. dubna)

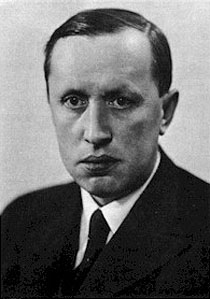
Karel Čapek († 25. prosince)

- 2. ledna – Josef Jedlička, rektor ČVUT (* 25. července 1868)
- 5. ledna – Karel Baxa, primátor Prahy, předseda Ústavního soudu (* 24. června 1862)
- 24. ledna – Vilibald Mildschuh, ekonom a statistik (* 11. prosince 1878)
- 27. ledna – Otakar Nájemník, politik (* 3. dubna 1872)
- 31. ledna – Alois Provazník, varhaník a hudební skladatel (* 9. ledna 1856)
- 2. února
  - Karel Loevenstein, průmyslník a manažer (* 24. července 1885)
  - Friedrich Adler, pražský německy píšící básník (* 13. února 1857)
- 8. února
  - Josef Vaňásek, kriminalista (* listopad 1877)
  - Josef Grus, kreslíř, propagátor turistiky (* 2. srpna 1869)
- 18. února – František Josef Thomayer, zahradní architekt (* 3. března 1856)
- 25. února
  - Julie Reisserová, hudební skladatelka a básnířka (* 9. října 1888)
  - Václav Štolba, politik (* 27. ledna 1869)
  - Růžena Maturová, operní pěvkyně, sopranistka (* 2. září 1869)
- 12. března – Otokar Fischer, literární historik, divadelní kritik a teoretik, překladatel, dramaturg, básník a dramatik (* 20. květen 1883)
- 7. dubna – Pavel Julius Vychodil, katolický kněz, spisovatel a překladatel (* 18. dubna 1862)
- 14. dubna – József Törköly, československý politik maďarské národnosti (* 1. ledna 1878)
- 15. dubna – Jan Vilímek, ilustrátor a malíř (* 1. ledna 1860)
- 24. dubna – František Udržal, ministerský předseda (* 3. ledna 1866)
- 28. dubna – Franz Křepek, sudetoněmecký politik (* 15. ledna 1855)
- 3. května – Josef Mayer, československý politik německé národnosti (* 9. dubna 1877)
- 8. května – Josef Mojžíšek, hudebník (* 13. května 1862)
- 21. května – Erdmann Spies, československý politik německé národnosti (* 18. listopadu 1862)
- 22. května – Augustin Popelka, právník a politik (* 25. dubna 1854)
- 24. května – Josef Záruba-Pfeffermann, architekt a politik (* 12. března 1869)
- 29. května
  - Mirko Eliáš, herec (* 13. srpna 1899)
  - Jaroslav Bradáč, hudební skladatel (* 17. července 1876)
  - Bohuš Kianička, československý politik slovenské národnosti (* 12. září 1875)
- 7. června – Josef Souček, evangelický teolog (* 10. října 1864)
- 12. června – Antonín Adamovský, politik (* 24. dubna 1857)
- 16. června – Alois Šefl, horník, anarchosyndikalista, novinář a spisovatel (* 29. listopadu 1874)
- 20. června – Josef Štýbr, lékař a překladatel (* 29. dubna 1864)
- 23. června – Adam Chlumecký, básník a spisovatel (* 7. ledna 1854)
- 3. července – Alois Václav Horňanský, učitel, vinařský buditel (* 23. srpna 1871)
- 4. července – Julius Brach, šachista (* 9. ledna 1881)
- 12. července – František Soukal, kněz, básník a spisovatel (* 20. července 1866)
- 20. července – Josef Drahoňovský, sochař (* 27. března 1877)
- 9. srpna – Antonín Dostálek, skladatel a klavírista (* 28. září 1882)
- 12. srpna – Václav Klement, knihkupec, zakladatel automobilky Laurin & Klement (* 16. října 1868)
- 16. srpna
  - Augustin Němejc, malíř (* 15. března 1861)
  - Jan Březina, polární letec, oběť komunismu (* 5. ledna 1914)
- 17. srpna – František Sís, politik a novinář (* 15. září 1878)
- 21. srpna – Jan Jursa, autor slabikářů a učebnic češtiny (* 27. srpna 1853)
- 24. srpna – Jan Jiří Rückl, sklářský průmyslník, politik a publicista (* 12. května 1900)
- 25. srpna – Jiří Janda, ornitolog a zakladatel Zoologické zahrady v Praze (* 24. dubna 1865)
- 1. září – Josef Klečák, politik (* 5. října 1872)
- 17. září
  - Franz Spina, československý politik německé národnosti (* 5. října 1868)
  - Antonín Benjamin Svojsík, pedagog a zakladatel českého skautingu (* 5. září 1876)
- 22. září – Otakar Kodeš, učitel a vlastenec (* 3. června 1904)
- 23. září – Václav Čep, legionář a příslušník Stráže obrany státu (* 15. srpna 1894)
- 24. září – Bohumil Hošek, dozorce finanční stráže a člen stráže obrany státu (* 17. března 1910)
- 25. září – Bruno Weigl, hudební vědec a skladatel (* 16. června 1881)
- 1. října – Jan Nepomuk II. ze Schwarzenbergu, kníže šlechtického rodu Schwarzenbergů (* 29. května 1860)
- 3. října – Arnošt Hrad, hrdina československé armády (* 5. dubna 1914)
- 5. října – František Tomášek, politik (* 12. března 1869)
- 7. října – Leopold Bauer, slezský architekt (* 1. září 1872)
- 8. října – Josef Kořenský, cestovatel a fotograf (* 26. července 1847)
- 12. října – Karel Groš, starosta Prahy (* 21. února 1865)
- 25. října – Jaromír Šotola, voják, letec (* 2. března 1918)
- 27. října – Rudolf Pánek, odborový funkcionář a politik (* 16. října 1872)
- 30. října – Josef Reyzl, československý novinář a politik německé národnosti (* 21. listopadu 1874)
- 3. listopadu – Antonín Klášterský, básník a překladatel (* 25. září 1866)
- 6. listopadu
  - Jan Stavěl, světící biskup olomoucké diecéze (* 13. dubna 1869)
  - Josef Richard Vilímek, vydavatel (* 14. září 1860)
- 8. listopadu
  - Konstantin Bušek, kreslíř, řezbář a publicista (* 8. ledna 1861)
  - Svatoslav Štěpánek, sériový vrah (* 25. prosince 1911)
- 13. listopadu – Bohuslav Kozák, malíř (* 28. října 1903)
- 17. listopadu – Sándor Herz, československý politik maďarské národnosti (* 5. prosince 1875)
- 19. listopadu – František Josef z Auerspergu, podnikatel (* 20. října 1856)
- 20. prosince – Artuš Scheiner, malíř (* 28. října 1863)
- 24. prosince – Lev Skrbenský z Hříště, arcibiskup (* 12. června 1863)
- 25. prosince
  - Karel Čapek, spisovatel (* 9. leden 1890)
  - Gustav Mazanec, politik (* 29. července 1873)
- 27. prosince – František Fuksa, právník a divadelní ředitel (* 2. února 1859)
- ? – Josef Dresler, politik (* 1878)
- ? – Franz Peer, poslanec Říšské rady a Moravského zemského sněmu a starosta Dyjákovic (* 1853)

### Svět

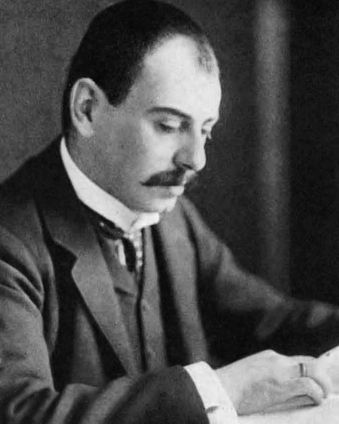
Edmund Landau († 19. února)

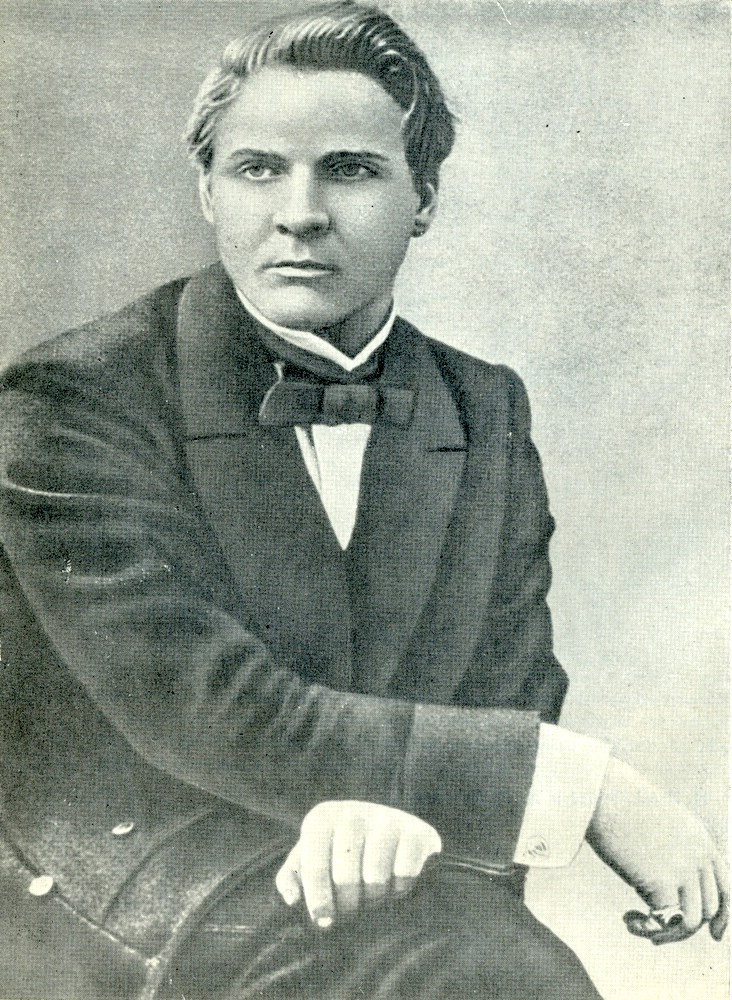
Fjodor Ivanovič Šaljapin († 12. dubna)

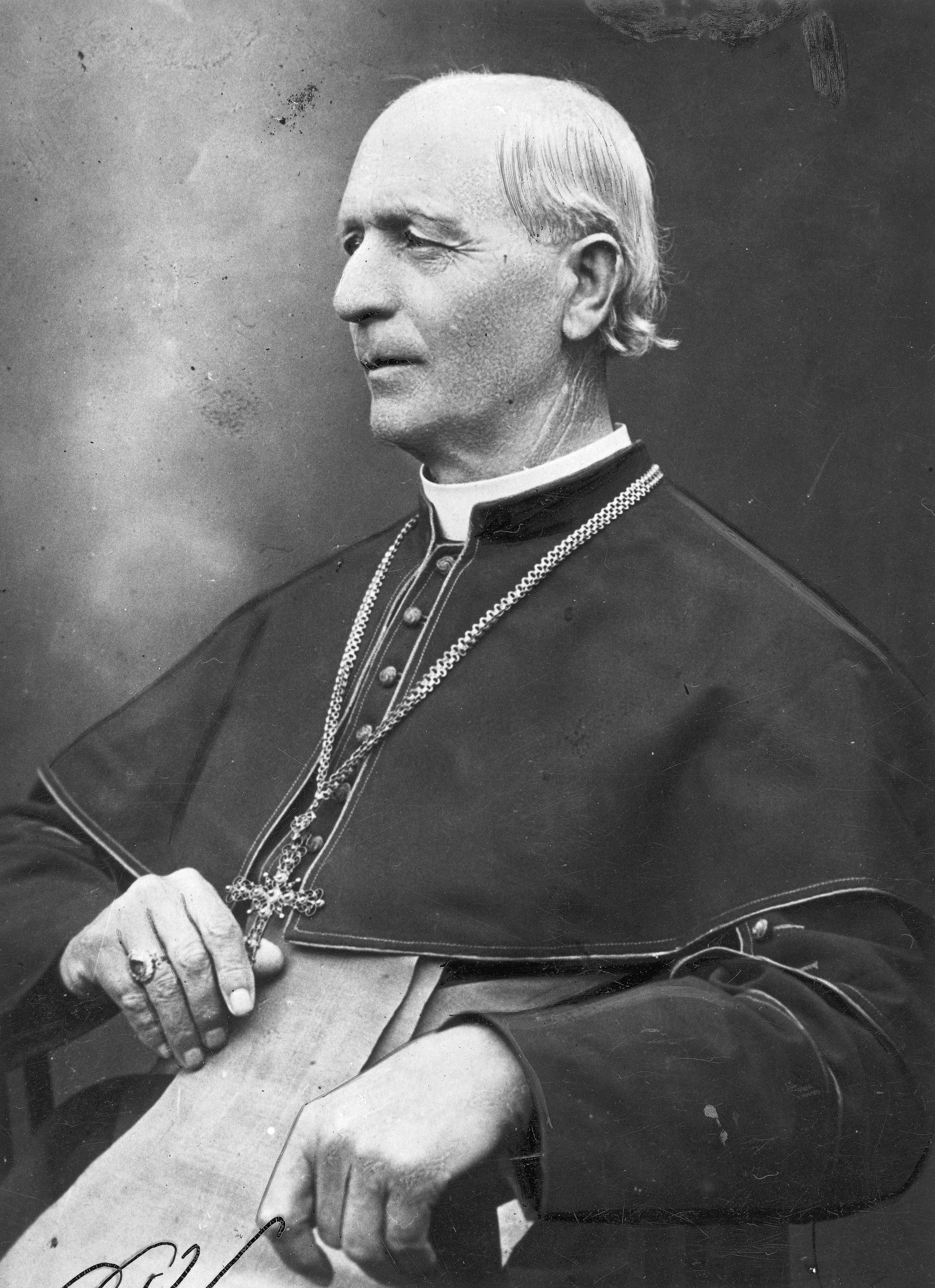
Andrej Hlinka († 16. dubna)

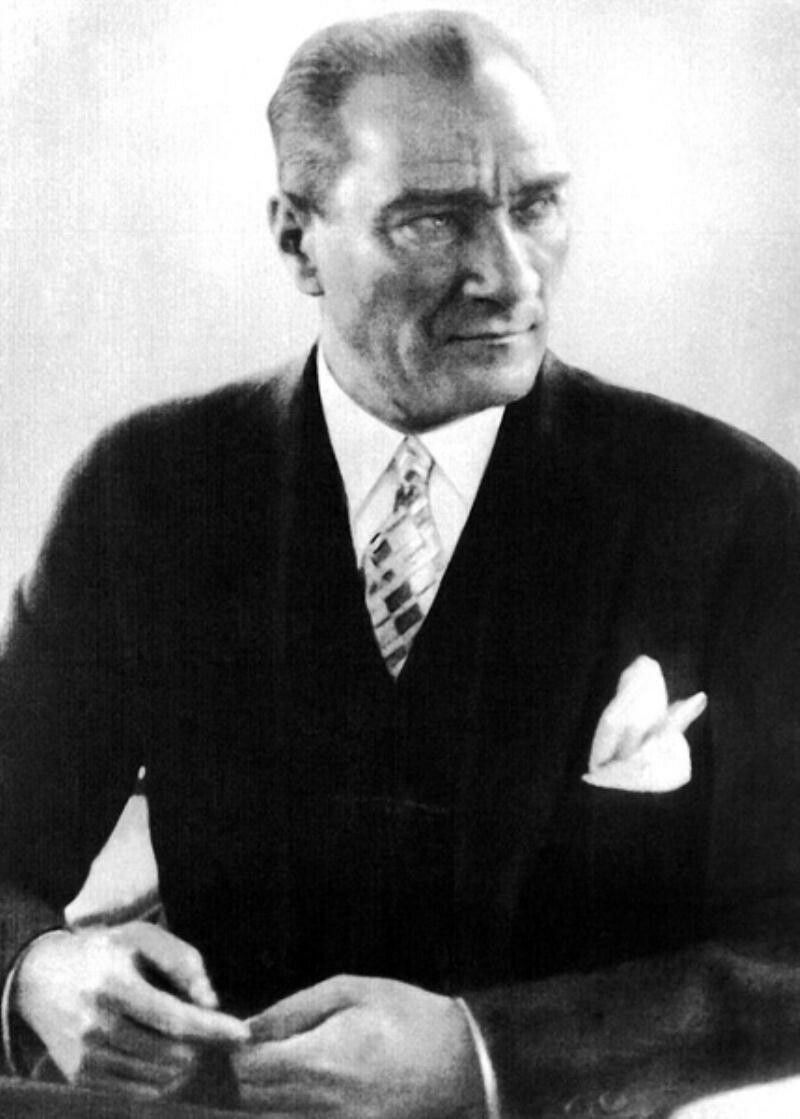
Mustafa Kemal Atatürk († 10. listopadu)

- 1. leden – Domenico Anderson, italský fotograf (* 1854)
- 8. ledna – Christian Rohlfs, německý expresionistický malíř (* 22. listopadu 1849)
- 14. ledna – Anatolij Nikolajevič Pepeljajev, ruský vojenský velitel (* 15. června 1891)
- 17. ledna – William Henry Pickering, americký astronom (* 15. února 1858)
- 19. ledna – Branislav Nušić, srbský spisovatel (* 8. října 1864)
- 21. ledna – Georges Méliès, francouzský filmový režisér (* 8. prosince 1861)
- 23. ledna – Albertson Van Zo Post, kubánský šermíř, dvojnásobný olympijský vítěz 1904 (* 28. července 1866)
- 28. ledna – Anton Lampa, rakouský fyzik (* 17. ledna 1868)
- 30. ledna – Şehzade Mehmed Ziyaeddin, syn osmanského sultána Mehmeda V. (* 26. srpna 1873)
- 6. února – Marianne von Werefkinová, ruská malířka (* 10. září 1860)
- 10. února – Alexandr Jakovlevič Arosev, ruský spisovatel, politik a diplomat (* 25. května 1890)
- 11. února – William Shelton, náčelník indiánského kmene Snohomišů (* 1869)
- 12. února – Pavel Petrovič Trubeckoj, ruský sochař (* 15. února 1866)
- 19. února – Edmund Landau, německý matematik (* 14. února 1877)
- 21. února
  - George Ellery Hale, americký astronom (* 29. června 1868)
  - George Charles Beresford, anglický portrétní fotograf (* 10. července 1864)
- 24. února – Thomas Gann, irský archeolog (* 13. května 1867)
- 1. března – Gabriele d'Annunzio, italský spisovatel (* 12. března 1863)
- 3. března – Albert Aublet, francouzský akademický malíř (* 18. ledna 1851)
- 5. března – Adalbert Seitz, německý přírodovědec (* 24. února 1860)
- 10. března
  - Wilhelm Ressel, rakouský spisovatel (* 8. ledna 1852)
  - Ahn Chang-Ho, aktivista v hnutí za nezávislost Koreje (* 9. října 1878)
- 13. března
  - Frederick George Jackson, britský polární průzkumník (* 6. března 1860)
  - Hatice Sultan, osmanská princezna a dcera sultána Murada V. (* 5. května 1870)
- 15. března
  - Nikolaj Ivanovič Bucharin, bolševický revolucionář, politik a spisovatel (* 9. října 1888)
  - Alexej Rykov, sovětský politik (* 25. února 1881)
  - Nikolaj Krestinskij, bolševický revolucionář, sovětský politik a diplomat (* 13. října 1883)
  - Genrich Jagoda, velitel NKVD, iniciátor moskevských procesů (* 19. listopadu 1891)
- 16. března – Emil Fey, rakouský vicekancléř (* 23. března 1886)
- 18. března – Lidija Aleksejevna Čarská, ruská spisovatelka a divadelní herečka (* 31. ledna 1875)
- 21. března – John Bates Clark, americký ekonom (* 26. ledna 1847)
- 23. března
  - Friedrich Rittelmeyer, evangelický teolog (* 5. října 1872)
  - Joseph Knaffl, americký výtvarný a portrétní fotograf (* 9. října 1861)
- 27. března
  - Friedrich Leo von Rottenberger, rakouský zahradník a zahradní architekt (* 3. září 1872)
  - William Stern, americký psycholog a filozof (* 29. dubna 1871)
- 28. března
  - Vasilij Nikolajevič Devjatnin, ruský esperantista (* 1862)
  - Čeng Siao-sü, čínský politik, diplomat a umělec (* 2. dubna 1860)
- 31. března – Emma Barton, anglická fotografka. (* 5. října 1872)
- 10. dubna – Joe „King“ Oliver, americký kornetista, tzv. král jazzu (* 19. prosince 1885)
- 12. dubna – Fjodor Ivanovič Šaljapin, operní pěvec-basista (* 13. února 1873)
- 13. dubna – Grey Owl, kanadský spisovatel (* 18. září 1888)
- 14. dubna – Edmund Blum, rakouský lékař a spisovatel (* 9. září 1874)
- 15. dubna – César Vallejo, peruánský spisovatel (* 16. března 1892)
- 19. dubna – Suzanne Valadonová, francouzská malířka a sochařka (* 23. září 1865)
- 21. dubna
  - Boris Andrejevič Pilňak, ruský spisovatel (* 11. října 1894)
  - Muhammad Iqbal, indický básník, filozof a politik (* 9. listopadu 1877)
- 27. dubna
  - Hugo Schmölz, německý fotograf (* 21. ledna 1879)
  - Edmund Husserl, německý filozof (* 8. dubna 1859)
- 28. dubna – Edward Mandell House, americký diplomat a politik (* 26. července 1858)
- 4. května – Carl von Ossietzky, německý pacifista, držitel Nobelovy ceny za mír (* 3. října 1889)
- 6. května – Victor Cavendish, 9. vévoda z Devonshiru, britský konzervativní státník a šlechtic (* 31. května 1868)
- 18. května – Hans Behn-Eschenburg, generální ředitel Oerlikonských strojíren (* 10. ledna 1864)
- 26. května
  - Rafael Arnáiz Barón, španělský trapista, architekt a katolický světec (* 9. května 1911)
  - John Jacob Abel, americký biochemik a farmakolog (* 19. května 1857)
- 28. května – Miguel Fleta, španělský operní tenor (* 1. prosince 1893)
- 1. června – Ödön von Horváth, rakouský dramatik a spisovatel (* 9. prosince 1901)
- 3. června – John Flanagan, americký trojnásobný olympijský vítěz v hodu kladivem (* 9. ledna 1873)
- 5. června – Mikuláš Galanda, slovenský malíř (* 4. května 1895)
- 11. června – Lajos Tihanyi, maďarský a francouzský malíř (* 29. října 1885)
- 13. června – Charles Edouard Guillaume, francouzsko-švýcarský fyzik, nositel Nobelovy ceny (* 15. února 1861)
- 14. června – William Wallace Campbell, americký astronom (* 11. dubna 1862)
- 15. června – Ernst Ludwig Kirchner, německý expresionistický malíř (* 6. května 1880)
- 25. června – Nikolaj Sergejevič Trubeckoj, ruský jazykovědec a etnolog (* 15. dubna 1890)
- 4. července
  - Suzanne Lenglenová, francouzská tenistka (* 24. května 1899)
  - Otto Bauer, rakouský politik, představitel a teoretik austromarxismu (* 5. září 1881)
- 10. července
  - Alexander Zaid, sionistický aktivista a vojenský organizátor v Palestině (* 1886)
  - Marie Edinburská, rumunská královna (* 29. října 1875)
- 21. července – Owen Wister, americký právníka spisovatel (* 14. července 1860)
- 24. července – Carlos Reyles, uruguayský romanopisec (* 30. října 1868)
- 25. července – František I. z Lichtenštejna, lichtenštejnský kníže (* 28. srpna 1853)
- 26. července – Dmitrij Grigorovič, ruský a sovětský letecký konstruktér (* 6. února 1883)
- 28. července – Józef Unszlicht, ruský revolucionář polského původu (* 31. prosince 1879)
- 29. července
  - Pavel Dybenko, sovětský voják a politik (* 28. února 1889)
  - Jan Berzin, šéf sovětské vojenské rozvědky (* 25. listopadu 1889)
- 30. července – Alexander Eig, izraelský botanik (* 1894)
- 1. srpna – Andrej Bubnov, bolševický politik (* 4. dubna 1884)
- 2. srpna – Jakov Jurovskij, věznitel a popravčí ruského cara Mikuláše II. (* 19. června 1878)
- 7. srpna – Konstantin Sergejevič Stanislavskij, ruský divadelní pedagog (* 17. ledna 1863)
- 9. srpna – Leo Frobenius, německý antropolog a archeolog (* 29. června 1873)
- 12. srpna – Ludwig Borchardt, německý egyptolog (* 5. října 1863)
- 15. srpna – Nicola Romeo, italský konstruktér a majitel firmy Alfa Romeo (* 28. dubna 1876)
- 16. srpna
  - Robert Johnson, americký bluesový muzikant (* 8. května 1911)
  - Andrej Hlinka slovenský katolický kněz a politik (* 27. září 1864)
- 25. srpna – Alexandr Kuprin, ruský spisovatel tatarského původu (* 7. září 1870)
- 28. srpna – Valerian Pavlovič Pravduchin, ruský spisovatel (* 2. února 1892)
- 29. srpna
  - Frigyes Karinthy, maďarský spisovatel (* 24. června 1887)
  - Béla Kun, maďarský komunistický politik (* 20. února 1886)
- 6. září – Alfons Bourbonský, následník španělského trůnu v letech 1907–1931 (* 10. května 1907)
- 9. září – Pjotr Aršinov, ruský revolucionář (* 26. července 1887)
- 13. září – Samuel Alexander, britský filozof (* 6. ledna 1859)
- 15. září
  - Franz Wacik, rakouský malíř (* 9. září 1883)
  - Thomas Wolfe, americký spisovatel (* 3. října 1900)
- 17. září – Nikolaj Kondraťjev, sovětský ekonom (* 16. března 1892)
- 19. září – Reginald Brooks-King, velšský lukostřelec a olympionik (* 1861)
- 21. září – Ivana Brlićová-Mažuranićová, chorvatská spisovatelka literatury pro děti (* 18. dubna 1874)
- 3. října – Viktor Kosenko, ukrajinský hudební skladatel, klavírista a pedagog (* 23. listopadu 1896)
- 4. října – Nikolaj Vladimirovič Někrasov, ruský novinář, esperantista (* 18. prosince 1900)
- 5. října – Maria Faustyna Kowalska, polská katolická světice (* 25. srpna 1905)
- 12. října
  - Kirill Vladimirovič Ruský, ruský velkokníže (* 12. října 1876)
  - Mihrengiz Kadınefendi, manželka osmanského sultána Mehmeda V. (* 15. října 1869)
- 17. října
  - Karl Kautsky, německý socialistický politik (* 18. října 1854)
  - Aleksander Michałowski, polský klavírista a skladatel (* 5. května 1851)
- 19. října
  - Boris Stěpanovič Žitkov, ruský sovětský spisovatel (* 11. září 1882)
  - Arsen Karađorđević, srbský a jugoslávský princ (* 17. dubna 1859)
- 24. října – Ernst Barlach, německý sochař (* 2. ledna 1870)
- 27. října – Lascelles Abercrombie, anglický básník a kritik filozofie (* 9. ledna 1881)
- 1. listopadu – Francis Jammes, francouzský básník a prozaik (* 2. prosince 1868)
- 9. listopadu
  - Ernst vom Rath, německý diplomat (* 3. června 1909)
  - Vasilij Konstantinovič Bljucher, sovětský voják a politik (* 1. prosince 1890)
- 10. listopadu – Mustafa Kemal Atatürk, turecký vojevůdce a státník (* 1881)
- 11. listopadu – Mary Mallonová, první americká přenašečka břišního tyfu (* 23. září 1869)
- 14. listopadu – Hans Christian Gram, dánský bakteriolog (* 13. září 1853)
- 15. listopadu – André Blondel, francouzský fyzik (* 28. srpna 1863)
- 17. listopadu – Ante Trumbić, chorvatský politik (* 17. května 1864)
- 20. listopadu
  - Maud z Walesu, norská královna (* 26. listopadu 1869)
  - Lev Šestov, ruský spisovatel a filosof (* 13. února 1866)
- 21. listopadu – Leopold Godowsky, americký klavírista, hudební skladatel (* 13. února 1870)
- 23. listopadu – Erik Werenskiold, norský malíř a ilustrátor (* 11. února 1855)
- 11. prosince – Christian Lous Lange, norský historik a politolog (* 17. září 1869)
- 15. prosince
  - George R. Lawrence, americký fotograf (* 24. února 1868)
  - Valerij Čkalov, sovětský letec (* 2. února 1904)
- 24. prosince – Bruno Taut, německý architekt (* 4. května 1880)
- 25. prosince – Theodor Fischer, bavorský architekt (* 28. května 1862)
- 27. prosince – Osip Mandelštam, ruský básník, překladatel, literární vědec (* 15. ledna 1891)
- ? – Charles Henry Currier, americký portrétní fotograf (* 1851)
- ? – Ebenezer Teichelmann, australský lékař, horolezec a fotograf (* 1859)

## Hlavy států
- Belgie – Leopold III. (1934–1951)
- Československo – Edvard Beneš (1935–1938) / Emil Hácha (1938–1939)
- Dánsko – Kristián X. (1912–1947)
- Francie – Albert Lebrun (1932–1940)
- Itálie – Viktor Emanuel III. (1900–1946)
- Maďarsko – Miklós Horthy (1920–1944)
- Německo – Adolf Hitler (1934–1945)
- Nizozemsko – Vilemína Nizozemská (1890–1948)
- Polsko – Ignacy Mościcki (1926–1939)
- Portugalsko – Óscar Carmona (1926–1951)
- Rakousko – Wilhelm Miklas (1928–1938)
- Řecko – Jiří II. (1935–1947)
- Sovětský svaz – Josif Vissarionovič Stalin (1922–1953)
- Království Velké Británie – Jiří VI. (1936–1952)
- Španělsko – Francisco Franco (1936–1975)
- Švédsko – Gustav V. (1907–1950)
- Japonsko – Hirohito (1926–1989)
- USA – Franklin Delano Roosevelt (1933–1945)
- Turecko – Mustafa Kemal Atatürk (1923–1938) / İsmet İnönü (1938–1950)
- Papež – Pius XI. (1929–1939)